# Massacre du bois de Boulogne
Pour les articles homonymes, voir Boulogne et Bois de Boulogne (homonymie).
Le massacre de la cascade du bois de Boulogne est l'assassinat de 35 jeunes résistants français, le 16 août 1944. Cet évènement survient quelques jours avant la Libération de Paris, à proximité de la Grande Cascade du bois de Boulogne,. Les auteurs étaient des collaborateurs français dirigés par les agents allemands Friedrich Berger (1911-1960) et Karl Rehbein (1899–?), qui, dans le rôle d'agents provocateurs, avaient attiré les combattants dans un piège. La responsabilité incombe au bureau SD-SiPo (Sicherheitspolizei / Gestapo) situé 11 rue des Saussaies, dans le 8e arrondissement, quartier général du SS-Obersturmbannführer Hans Henschke (1908-1987), l'adjoint du SS-Standartenführer Helmut Knochen. 
En 1941-1942, Henschke était membre de l'Einsatzgruppe A et co-responsable du meurtre d'au moins 66 000 Juifs en Lettonie, notamment à Kaunas, Daugavpils et Rēzekne.
Le bureau SD-SiPo de Henschke organisa et entreprit un poste supplémentaire au 180 rue de la Pompe à partir du 17 avril 1944 : le SS-Untersturmführer Karl Kleindienst (1895–?) était le commandant des agents Berger, Rehbein et de 40 collaborateurs français fanatiques. Des armes, des véhicules, des salaires et d'importantes sommes d'argent liquide ont été mis à disposition. L'opération d'assassinat au bois de Boulogne, qui inclut aussi l'assassinat de huit autres résistants rue Leroux, a été menée par une troupe allemande inconnue. Une stèle avec la croix de Lorraine et les noms des assassinés a été érigée dans le bois de Boulogne à l'endroit de l'exécution.

## Auteurs du massacre

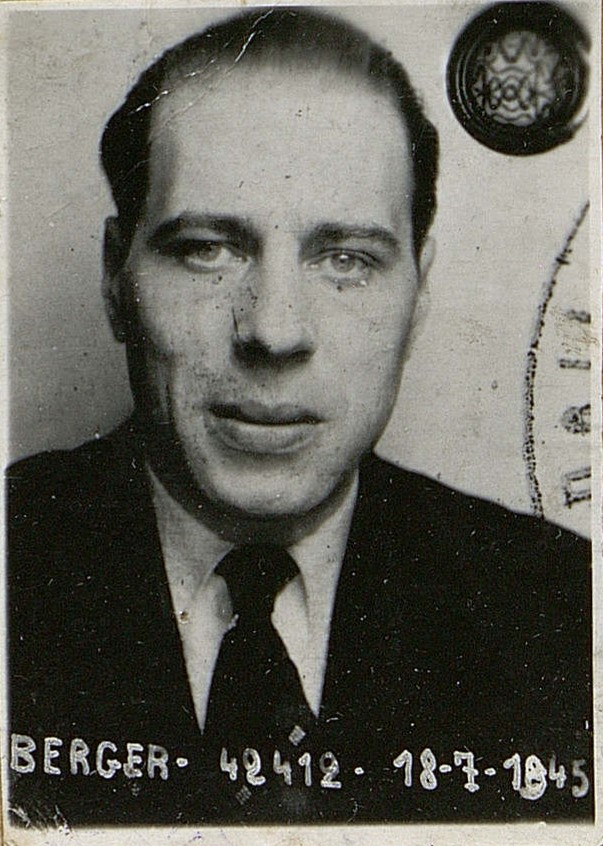
L'agent Friedrich Berger en 1945.

Sous la direction du SS-Untersturmführer Karl Kleindienst, l'agent allemand Friedrich Berger (1906-1960) dirigea un groupe de collaborateurs français dans le poste supplémentaire du SD au 180 rue de la Pompe à partir du 17 avril 1944. Le groupe de 40 membres était spécialisé dans la trahison et l'arrestation de résistants. Selon un rapport de la Central Intelligence Agency (CIA) sur Berger du 8 décembre 1948, les membres du SD SS-Hauptsturmführer Alfred Wenzel et SS-Unterscharführer Walter Kley étaient également impliqués dans la rue de la Pompe et y étaient souvent présents. L'agent allemand Karl Ludwig Rehbein, qui avait un passé tout aussi ombragé que Berger, a agi comme un agent provocateur sous le nom de « Charles Porel » en se faisant passer pour un agent britannique, tout comme Berger.
La figure marquante du groupe connu dans la justice française sous le nom de « Gestapo de la rue de la Pompe » était Guy Glèbe d'Eu, comte de Marcheret, qui agissait en tant qu'agent britannique « Captain Jack ». Les autres personnes ont été recrutées par Berger et Kleindienst dans le milieu criminel du marché noir. Selon l'historien Peter Lieb, « ces ultra-collaborateurs, longtemps tenus en échec par Vichy, ont pu vivre leur vision radicale du monde dans les derniers mois de l'occupation. Ils ont servi le SiPo et le SD comme auxiliaires et guides dans la traque des juifs cachés et dans des projets contre la résistance ».
En collaboration avec Kleindienst et Rehbein-« Porel », les ultra-collaborateurs arrêtèrent plus de 300 résistants entre le 17 avril et le 17 août 1944, torturèrent la plupart d'entre eux afin de leur extorquer des informations et déportèrent 163 hommes et femmes, dont seulement 50 sont revenus. Le Tribunal militaire permanent de la 1re région militaire (Paris) (19 novembre - 22 décembre 1952), qui jugeait les agissements de la « Gestapo de la rue de la Pompe », a constaté plus de 110 morts dont 60 fusillades à Paris, dont les 42 jeunes du 16 août 1944.
Parmi les auteurs allemands, Kleindienst fut condamné à mort par contumace par le tribunal militaire en 1952 pour les crimes de la « Gestapo de la rue de la Pompe » et notamment pour les meurtres du 16 août 1944. On ne sait pas ce qui a conduit à sa libération. De toute façon, en décembre 1948 il était encore détenu à la prison du Cherche-Midi avec des membres du SD : Alfred Wenzel, Walter Kley, Schramm et Schnauer En 1952, Kleindienst, condamné à mort en France, a reçu un poste au sein de l'organisation Gehlen, ce que le SS-Hauptsturmführer Friedrich Busch (de) lui avait réservé. Le SS-Hauptsturmführer Alfred Wenzel (1908–?), présent au tribunal, a été condamné à 5 ans de travaux forcés en guise de punition, le SS-Unterscharführer Walter Kley (1910–?) a été acquitté. Friedrich Berger, condamné à mort par contumace en 1952, a été arrêté par les autorités britanniques dans la zone occupée d'Autriche le 3 janvier 1946. Il se retrouve ensuite en Allemagne entre les mains du Service de documentation extérieure et de contre-espionnage (SDECE). Berger s'est échappé dans la nuit du 1er au 2 juillet 1947 dans des circonstances inconnues. Il mourut indemne en 1960 à Munich.
Le 19 août, Karl Ludwig Rehbein (« Charles Porel ») et son amante Lydia Tscherwinska (* 1906) alias « Katherine » se rendirent en voiture à Nancy, où ils rencontrèrent Nossek, Wenzel, Goebel, Kley (des gens du SD-SiPo) et Guy (« Capitaine Jack » alias Marcheret), qui étaient partis de Paris deux jours plus tôt. Le 27 août 1944, il fut cependant arrêté avec Lydia-« Katherine » à 20 kilomètres au nord-ouest de Paris, dans une mairie. Il portait sur lui une fausse carte d'identité, un faux ordre de mission de la FFI, sept chèques de paiement d'un million de francs chacun et deux clés d'appartement. Lors d'un premier interrogatoire, il a déclaré être un agent britannique et vouloir se rendre à l'ambassade britannique. Interrogé par des agents britanniques le 27 novembre 1944 à Paris, il a confirmé que Lydia Tchervinska avait été employée par lui comme « agent de pénétration » (agent d'infiltration), mais qu'elle croyait le faire pour les British Information Services (BIS). L'interrogateur a déclaré qu'il était « open to sunrise » qu'elle ait reconnu Rehbein comme étant allemand, d'autant plus que celle-ci avait déclaré lors de son interrogatoire qu'elle avait parlé allemand avec « Porel » et « Alexandre ». Le 7 février 1945, Rehbein, accompagné d'un capitaine Bull de l'armée américaine, a été transporté par avion de Paris à l'aérodrome de Bovingdon près de Londres et arrêté au camp 020 (en), à Latchmere House (en). Lors des interrogatoires, il racontait, même en interrogateur expert, un mélange d'inventions et de demi-vérités afin de couvrir de vraies traces. Il n'a mentionné le nom de « Kleindienst » dans aucun interrogatoire, sans doute pour ne pas laisser de trace du massacre du Bois de Boulogne. Rehbein a finalement été libéré en Allemagne à une date inconnue.
Guy Glèbe d'Eu, comte de Marcheret, alias « Captain Jack », a été arrêté par les Alliés au Danemark et remis à la police française le 25 octobre 1945. Le 2 avril 1949, il a été condamné à mort par la Cour de justice de Paris pour les meurtres de la rue Leroux et de la cascade du bois de Boulogne. Il a été exécuté par un peloton d'exécution le 20 avril 1949 à 8 h 30 au fort de Montrouge.
Georges Vaugeois, Georges Guicciardini, Georges Gorisse, Ferdinand Poupet, Georges Favriot et Théodore Leclercq ont été condamnés à mort en 1952 par le Tribunal militaire de Paris. Le 12 mai 1954, la peine a été commuée en travaux forcés à perpétuité pour les trois premiers, puis en vingt ans. Georges Guicciardini était cependant déjà mort le 4 avril à la prison de Fresnes. Poupet, Favriot et Leclercq ont été exécutés le 22 mai 1954.

## Agents provocateurs - préliminaires de la tragédie
Dans le 3e arrondissement de Paris, il y avait un groupe très actif du mouvement de résistance catholique Jeunes chrétiens combattants (JCC) autour de l'abbé Raymond Borme, directeur de l'Association Championnet, un cadre parisien de la Jeunesse ouvrière chrétienne et de la Conférence Saint-Vincent-de-Paul. Sur la recommandation du responsable du groupe de jeunes JCC, Jean Guérin, l'abbé Bormes rencontra début août 1944 l'infirmière « Jeanne », qui n'était autre que Sabine Zlatin, ancienne directrice de l'orphelinat d'Izieu. Zlatin avait joint la résistance parisienne après s'être échappée de Lyon. Elle était en contact avec un certain « Alexandre », de son vrai nom Wigen Nercessian, un membre du groupe de résistance Réseau Marco-Polo. Nercessian a fait appel à « Charles Porel », qu'il a pris pour un agent britannique, mais qui était en fait l'agent du SD, Karl Rehbein, qui a utilisé Nercessian comme leurre. Par la suite, plusieurs rencontres ont eu lieu entre Guérin, Wigen Nercessian et « Charles Porel »-Rehbein, qui était accompagné de sa maîtresse « Katherine » (Lydia Tcherwinska). « Jeanne » a présenté à « Alexandre »-Nercessian le chef militaire des JCC, Fernand Bellanger, dit « Bizet », âgé de 21 ans, qui a ainsi été entraîné dans le jeu des agents provocateurs. Lors des réunions, le chef des prétendus agents britanniques était un « Captain Jack », en réalité l'ultra-collaborateur Guy Glèbe d'Eu, comte de Marcheret, qui parle parfaitement l'anglais. Les agents ont promis une livraison imminente de grandes quantités d'armes.
Le collaborateur Guy Glèbe d'Eu, comte de Marcheret, est né à Moscou le 24 juillet 1914 (certains articles de presse le disent né à Barnaoul en Sibérie). Ses vrais prénom et nom sont Gleb Lesshof. Il est le fils d'Alexandra Lesshof, née Voniskoff, remariée après la naissance de Gleb avec un certain Alexandre de Marcheret d'Eu, soi-disant descendant d'une vieille famille noble française émigrée en Russie durant l'Ancien Régime. Ayant quitté la Russie vers 1917, puis grandi à Shanghai dans les années 1920, Guy Glèbe de Marcheret d'Eu (ou Guy Glèbe d'Eu, comte de Marcheret), qui a repris le nom de son beau-père, serait arrivé en France en 1927. Lors de l'instruction de son procès, il prétendit avoir été élève au Conservatoire de Paris de 1932 à 1939 comme pianiste. Homosexuel, parlant parfaitement plusieurs langues (russe, français, anglais, italien, allemand), ce faux aristocrate aux allures raffinées réussit à faire illusion dans la haute société parisienne grâce à son entregent, menant une vie mondaine des plus actives. Glèbe d'Eu servit dans l'armée française en 1939-1940 comme soldat au sein du 2e BCP de la 14e division d'infanterie du général de Lattre, et fut capturé par les Allemands. Libéré en 1941, il rentra en France, se livra au marché noir, puis se mit au service de la Gestapo à Paris. 
Guérin fut arrêté le 7 août et « fait partie du convoi de déportés du 16 août », le dernier convoi de déportation (convoi des 57000). Son nom ne figure toutefois pas sur la liste des 1 654 hommes et 543 femmes déportés. Le sort ultérieur de Guérin est inconnu.
Les jeunes gens de la JCC et « Jeanne » ont communiqué l'offre d'armes à d'autres organisations de résistance de Paris et de la région : l'Organisation civile et militaire (OCMJ), les Forces françaises de l'intérieur (FFI), les Francs-tireurs et partisans (FTP) et la Turma-Vengéance (Ceux de la Libération). Probablement confiants dans l'abbé et « Jeanne », les gens, jeunes et idéalistes pour la plupart, ont cru les agents provocateurs. Une dernière réunion a eu lieu, à laquelle ont participé Guy Hemery, un dirigeant de l'OCM Paris, « Alexandre »-Nercessian, « Captain Jack »-Guy Glèbe d'Eu, « Charles Porel »-Rehbein et « Katherine »-Tschwerwinska. Parallèlement, « Captain Jack » et « Charles Porel » entraînèrent un groupe de résistants FFI de Draveil dans l'opération qu'ils avaient projetée. Sept résistants de ce groupe ont été fusillés le 16 août 1944 dans la cour du quartier général du SD.

## Embuscade
Le matin du 16 août 1944, les groupes de résistance se rassemblèrent à trois points près de la porte Maillot. Les JCC se sont réunies rue Troyon, entre l'avenue de Wagram et l'avenue Mac-Mahon, pendant que le groupe OCMJ attendait à l'angle de la rue Saint-Ferdinand et de l'avenue de la Grande-Armée. Les 17 hommes du groupe FFI-FTP de Chelles, à 15 kilomètres à l'ouest de Paris, ont été conduits dans un camion de déménagement par Jaques Schlosser. Gabriel Verdier conduisait une ambulance avec le médecin Henri Blanchet comme passager. Ils ont pris position à l'angle de la rue Saint-Ferdinand et de la rue d'Armaillé, près du café Le Franc-Tireur. Les FFI du groupe Sicard de Draveil se trouvaient devant 14 rue Leroux.
À 10 h, les gens de la FFI-FTP étaient assis à la terrasse du café et attendaient des instructions et un contact. Dans la rue Troyon, les gens de la JCC se tenaient impatiemment en groupes. Ils avaient été accompagnés par « Diane » (Michelle Boursier). L'étudiante en droit est venue à vélo et s'est dirigée vers la porte Maillot à la recherche du « Captain Jack ». Elle a trouvé l'agent provocateur au sein du groupe OCMJ de Guy Hemery, qui avait un problème de pneu crevé. « Captain Jack » a prétendu avoir trois camions à la porte Maillot et a pointé dans cette direction, près des anciens arrêts Citroën. Il a donné l'ordre de monter dans le premier de ses camions dans dix minutes. « Diane » est repartie à vélo pour informer ses camarades de la JCC. Ils sont arrivés au camion de « Captain Jack » en même temps que le groupe OCMJ avec leur camion de déménagement entre-temps réparé. Ensuite, tout le monde, y compris « Diane », est monté dans le camion du « capitaine » et, sur son ordre, a laissé ses armes dans le camion de déménagement. Le camion est alors parti sans le « capitaine ».
Selon le témoignage de Michelle Boursier, recueilli par l'historien Adam Rayski, Guy Hemery aurait fermé de l'intérieur la bâche du camion. On lui avait annoncé qu'il y aurait deux arrêts et qu'il ne fallait pas regarder dehors. On a roulé environ cinq minutes jusqu'à ce que la voiture s'arrête près de la place du Général-Kœnig. Un jeune homme aurait soulevé la bâche de l'intérieur et aurait crié, effrayé, « voici les Fridolins ! ». Le conducteur du camion de déménagement, qui suivait seul et à qui on avait dit de se parquer plus loin, a compris le danger, a fait un demi-tour et s'est enfui.
On a tout de suite ordonné : « Raus ». Il y a eu des coups de piston contre les planches latérales du camion, des tirs de mitraillette. On s'est couché à plat ventre et les hommes de l'OCM ont sorti leurs revolvers. De l'extérieur, une voix française aurait crié : « Sautez ! ». « Bizet » (F. Bellanger) a ordonné de déposer les armes. Cela ne servait à rien, expliqua-t-il. Sous des rafales de feu, on commença à sauter du camion. Diane était la troisième. Celui qui se trouvait devant elle aurait été blessé aux jambes. À la vue de Diane, le feu aurait cessé. Bizet était légèrement blessée à la tête. D'autres rafales de feu ont été tirées juste au-dessus de leurs têtes. Dans la rue, plusieurs véhicules allemands étaient montés. Un cordon de 20 Allemands armés en uniforme vert s'était présenté, deux agents de la SD-SiPo en uniforme marron avec une croix gammée en dessous, ainsi qu'un Français en civil d'apparence négligée avec une mitraillette. Sans doute à cause des barrières, aucun passant n'était visible. Tout le monde a été contrôlé, Diane a été jetée à terre, frappée et piétinée. Sur ordre de la SD-SiPo, tous sont remontés dans le camion, les mains en l'air. Les hommes du SD les ont suivis.
Avec les mêmes chauffeurs que précédemment, ils se seraient rendus vers 12 h 30 à la rue des Saussaies (SD-SiPo), seraient descendus du camion les mains en l'air. Dans la cour, d'autres hommes se trouvaient dans la même situation qu'eux, a rapporté Michelle Boursier. Tous se tenaient face au mur. Deux Français armés de matraques les surveillaient. À 14 h, un officier les aurait appelés un par un et aurait écrit lui-même les données d'identité sur la machine. Il n'y avait pas de questions sur le projet. Les uns après les autres, ils sont retournés vers le mur et ont levé les mains. Vers 20 h 30, Michelle Boursier a expliqué qu'elle avait été placée dans une cellule individuelle. Vers 22 h, un soldat l'a conduite dans un bureau où elle a trouvé trois officiers. Lorsqu'on l'a libérée, la cour qu'elle traversait était vide et un soldat nettoyait le pavé.

## Massacre
Il n'y a aucun témoin de ce qui s'est passé par la suite. Des gardes du jardin du bois de Boulogne ont trouvé les 35 corps près de la cascade le matin du 17 août. Les auteurs avaient choisi cet endroit parce qu'il y avait un croisement de routes à côté de la cascade et du lac. C'est là que les véhicules de l'équipe de barrage et du peloton d'exécution pouvaient arriver. Une équipe de barrage a été nécessaire pour supprimer toute chance d'évasion aux victimes, qui se sont donc résignées à leur sort. Il n'est pas clair s'il s'agissait de membres de la Wehrmacht ou du SD-SiPo. On ne sait rien sur le peloton d'exécution. Contrairement à la procédure habituelle, les victimes n'ont pas été emmenées au mont Valérien, où des exécutions ont eu lieu jusqu'au dernier jour de l'occupation allemande. Les personnes exécutées au fort du mont Valérien ont été enterrées dans différents cimetières de Suresnes et de Paris, tandis que les assassins des cascades du bois de Boulogne ont simplement laissé leurs victimes sur place.
La préfecture de police a fait transporter les corps le matin même vers un garage situé au 55 rue Chardon-Lagache (16e arrondissement).

## Embuscade et combat sur la rue Leroux
Le 16 août 1944, à 14 h, le groupe FFI « Sicard » attendait avec un camion sur l'avenue de la Grande-Armée, près de la porte Maillot. A côté du chauffeur se trouvait Gustave Boulfroi, un collaborateur. À 15 h, il a fait conduire le chauffeur au 14 rue Leroux, un bâtiment de la Kriegsmarine. Lorsqu'ils ont reconnu le piège, une fusillade s'est ensuivie. Boulfroi y fut tué, ainsi que quatre autres assaillants du groupe de Friedrich Berger, dont Louis Gianoni (« Little Louis ») et quatre membres de la SD-SiPo. Deux des résistants sont tombés au combat, poignardés par Rachid Zulgadar. Les autres collaborateurs étaient Georges Gorisse dit « Petit Jo », Georges Guicciardini dit « Jérôme », Manuel Stcherbina, Jean Emmanuel et Luigi Giannoni dit « du Prélude ».
Sept résistants ont été battus et abattus après le combat :
- Émile Fruchart, gendarme, de Draveil
- Lucien Malaviolle, gendarme, de Draveil
- Léon Sorbier
- Michel Plantain
- Alexandre Marion (« Maurice »)
- Jean-Baptiste Isoard

Tués au combat :
- Robert Meersmann (« Sicard »)
- Pierre Guilbert

Le 17 août au matin, des passants ont trouvé huit corps devant le 10 rue Leroux (16e arrondissement), un bâtiment utilisé par la SiPo-SD. Là aussi, les corps avaient été abandonnés de manière ostentatoire.
Les survivants ont été interrogés et fusillés avec les autres victimes dans le bois de Boulogne :
- Gabriel Verdier
- Maurice Guilbert
- Georges Trapletti
- Claude Bouvelle
- Jacques Delporte
- Émile Fruc

## Listes
Les fusillés appartenaient aux mouvements de résistance suivants :
- Jeunes chrétiens combattants (JCC),
- Organisation civile et militaire (OCM),
- Forces françaises de l'intérieur (FFI), notomment le groupe de Chelles, aux ordres d'Henri Blanchet,
- Francs-tireurs et partisans (FTP),
- Turma-Vengeance.

### Fusillés du bois de Boulogne
Les résistants fusillés au bois de Boulogne sont les suivants :
| Nom                                    | Groupe    | Naissance      | Naissance             | Lieu de résidence                              | MPLF               | Médaille de la Résistance | Médaille de la Résistance | Médaille de la Résistance |        |
| Nom                                    | Groupe    | Date           | Lieu                  | Lieu de résidence                              | MPLF               | Décret                    |                           |                           |        |
| -------------------------------------- | --------- | -------------- | --------------------- | ---------------------------------------------- | ------------------ | ------------------------- | ------------------------- | ------------------------- | ------ |
| Fernand Bellenger (« Bizet »)          | JCC       | 31 mars 1923   | Paris 9e              | Paris 9e 3 r. Ballu                            | 8 août 1945        | 25 avr. 1946 3 août 1946  | [ α ]                     | [ J 1 ] [ J 2 ]           | [ a ]  |
| Jacques Bernard                        | OCM       | 22 mars 1920   | Paris 14e             | Paris 5e 297 r. Saint-Jacques                  | 12 juin 1945       | 23 fév. 1959              | [ β ]                     | [ J 3 ]                   | [ b ]  |
| Roger Bernard                          | OCM       | 28 sept. 1924  | Paris 14e             | Paris 5e 297 r. Saint-Jacques                  | 24 avr. 1946       | 31 mars 1947              | [ γ ]                     | [ J 4 ]                   | [ c ]  |
| Pierre Bezet                           | Turma     | 25 mars 1926   | Paris 15e             | Gagny 49 av. de Picardie                       | 30 août 1945       | 11 juill. 1958            | [ δ ]                     | [ J 5 ]                   | [ d ]  |
| Charles Birette                        | Turma     | 11 avr. 1895   | Lutzelhouse           | Villemomble 4 r. Nova                          | 30 avr. 1945       | 3 août 1946               | [ ε ]                     | [ J 6 ]                   | [ e ]  |
| Henri Blanchet                         | Turma     | 12 sept. 1916  | Paris 15e             | Chelles 9 r. des Mahulots                      | 23 fév. 1945       | 20 nov. 1946              | [ ζ ]                     | [ J 7 ]                   | [ f ]  |
| Claude Bouvelle                        | FFI       | 21 mars 1925   | Paris 17e             | Paris 17e 10 r. d'Armaillé                     | 12 fév. 1946       |                           |                           |                           | [ g ]  |
| Paul Buchaillot                        | FFI       | 4 mars 1895    | Paris 17e             | Bondy 34 av. de la Parisienne                  | 25 avr. 1958       | 18 mars 1970              | [ η ]                     | [ J 8 ]                   | [ h ]  |
| Robert Chalard                         | FFI       | 5 mars 1915    | Riom                  | Paris 16e 51 bd. Exelmans                      |                    |                           |                           |                           | [ i ]  |
| Raymond Counil                         | FFI / FTP | 22 juin 1923   | Paris 19e             | Chelles 44 av. du Maréchal-Foch                | oui, date inconnue | 20 nov. 1946              | [ θ ]                     | [ J 9 ]                   | [ j ]  |
| Jacques Delporte                       | Turma     | 21 avr. 1927   | Chelles               | Champs-sur-Marne 4 r. des Roseaux              | 16 oct. 1945       | 20 nov. 1946              | [ ι ]                     | [ J 7 ]                   | [ k ]  |
| Jean Desfarges                         | JCC       | 28 oct. 1923   | Paris 18e             | Paris 18e 59 r. des Trois-Frères               |                    | 3 août 1946               | [ κ ]                     | [ J 2 ]                   | [ l ]  |
| Arthur de Smet                         | Turma     | 18 janv. 1924  | Mory                  | Chelles 15 av. d'Ulm                           | oui, date inconnue | 20 nov. 1946              | [ λ ]                     | [ J 7 ]                   | [ m ]  |
| Marcel Douret                          | FFI / FTP | 25 nov. 1913   | Monthermé             | Villemomble 19 r. de la Côte-des-Levants       | oui, date inconnue | 11 mars 1947              | [ μ ]                     | [ J 10 ]                  | [ n ]  |
| Jean-Pierre Dudraisil-Élie (« Philo ») | JCC       | 10 fév. 1923   | Paris 14e             | Paris 12e 2 r. de Capri                        | 15 juin 1951       | 23 juill. 1965            | [ ν ]                     | [ J 11 ]                  | [ o ]  |
| René Faugeras                          | FFI / FTP | 25 avr. 1914   | Paris                 | Gagny 5 quai du Château                        | oui, date inconnue | 20 nov. 1946              | [ ξ ]                     | [ J 7 ]                   | [ p ]  |
| Bernard Gante                          | FFI / FTP | 7 mai 1908     | Paris 1er             | Villemomble 71 r. du Chemin-de-Fer             | oui, date inconnue | 22 mars 1960              | [ ο ]                     | [ J 12 ]                  | [ q ]  |
| John Gay                               | JCC       | 13 juin 1923   | Paris 19e             | Paris 18e 6 r. de Lamarck                      | 15 juin 1951       | 3 août 1946               | [ π ]                     | [ J 2 ]                   | [ r ]  |
| Maurice Guilbert                       | FFI / FTP | 18 fév. 1908   | Gournay-sur-Marne     | Gournay-sur-Marne 2 bd. de la Haute-Montagne   | 2 mars 1945        |                           |                           |                           | [ s ]  |
| Guy Hémery                             | OCM       | 12 mai 1923    | Clamart               | Clamart 10 r. l'Union                          |                    | 3 août 1946 3 sept. 1959  | [ ρ ] [ σ ]               | [ J 13 ] [ J 14 ]         | [ t ]  |
| Franck Hémon                           | FFI / FTP | 24 août 1921   | Chelles               | Chelles 2 r. du Chemin-Vert                    | oui, date inconnue | 20 nov. 1946              | [ τ ]                     | [ J 7 ]                   | [ u ]  |
| Michel-Henri Huchard (« Micky »)       | JCC       | 17 août 1923   | Paris 5e              | Paris 13e 30 bd. Saint-Marcel                  | 15 mars 1945       | 25 avr. 1946 3 août 1946  | [ υ ]                     | [ J 1 ] [ J 2 ]           | [ v ]  |
| Georges Lorioz                         | FFI       | 31 oct. 1918   | Saint-Maur-des-Fossés | Montreuil-sous-Bois 4 r. Jean-Jacques-Rousseau | 29 mars 1945       | 14 sept. 1960             | [ φ ]                     | [ J 15 ]                  | [ w ]  |
| Robert Magisson                        | FFI / FTP | 28 juin 1925   | Chelles               | Chelles 64 av. Albert-Caillou                  | oui, date inconnue | 20 nov. 1946              | [ χ ]                     | [ J 7 ]                   | [ x ]  |
| Jacques Restignat                      | JCC       | 25 août 1926   | Paris 14e             | Paris 13e 140 bd. de l'Hôpital                 |                    | 3 août 1946               | [ ψ ]                     | [ J 2 ]                   | [ y ]  |
| Pierre Rouillon                        | JCC       | 31 déc. 1924   |                       | Paris 13e 55 quai d'Austerlitz                 |                    | 25 avr. 1946 3 août 1946  | [ ω ]                     | [ J 1 ] [ J 2 ]           | [ z ]  |
| Pierre Sarrabayrouse                   | JCC       | 10 nov. 1925   | Vauxrenard            | Paris 19e 6bis r. Riquet                       | 22 juin 1945       | 3 août 1946               | [ αα ]                    | [ J 2 ]                   | [ aa ] |
| Jacques Schlosser                      | Turma     | 15 mai 1922    | Chelles               | Chelles 20 r. du Docteur-Roux                  | oui, date inconnue | 20 nov. 1946              | [ αβ ]                    | [ J 7 ]                   | [ ab ] |
| Maurice Thibairenq                     | JCC       | 11 juill. 1925 | Paris 17e             | Paris 13e 19 bd. Saint-Marcel                  |                    | 3 août 1946               | [ αγ ]                    | [ J 2 ]                   | [ ac ] |
| Georges Trapletti                      | FFI / FTP | 2 sept. 1924   | Livry-Gargan          | Le Raincy 16 all. des Postes                   | 3 déc. 1945        | 20 nov. 1946              | [ αδ ]                    | [ J 7 ]                   | [ ad ] |
| Luigi Vannini                          | FFI / FTP | 11 nov. 1891   | Sienne                | Neuilly-sur-Marne 4 r. de Meaux                | 25 mai 1945        | 2 sept. 1959              | [ αε ]                    | [ J 16 ]                  | [ ae ] |
| Roland Verdeaux                        | Turma     | 9 août 1925    | Chelles               | Chelles 13 av. Besson                          | 6 mai 1946         | 15 juin 1946              | [ αζ ]                    | [ J 17 ]                  | [ af ] |
| Gabriel Verdier                        | FFI / FTP | 31 juill. 1902 | Esbly                 | Esbly 33 r. Victor-Hugo                        | 2 mars 1945        | 20 nov. 1946              | [ αη ]                    | [ J 7 ]                   | [ ag ] |
| Jean Véron                             | FFI       | 11 nov. 1920   | Anizy-le-Château      | Chelles 38 r. Alexandre-Bickart                | 27 sept. 1945      | 20 nov. 1946              | [ αθ ]                    | [ J 7 ]                   | [ ah ] |
| Pierre Weczerka                        | Turma     | 17 mars 1920   | Paris 14e             | Chelles                                        | 17 avr. 1945       | 20 nov. 1946              | [ αι ]                    | [ J 7 ]                   | [ ai ] |

### Victimes de la rue Leroux
Les victimes de la rue Leroux sont les suivantes :
| Nom                            | Groupe    | Naissance     | Naissance         | Lieu de résidence                | MPLF               | Médaille de la Résistance | Médaille de la Résistance | Médaille de la Résistance |        |
| Nom                            | Groupe    | Date          | Lieu              | Lieu de résidence                | MPLF               | Décret                    |                           |                           |        |
| ------------------------------ | --------- | ------------- | ----------------- | -------------------------------- | ------------------ | ------------------------- | ------------------------- | ------------------------- | ------ |
| Émile Fruchart                 | FFI / FTP | 3 sept. 1907  | Ecquedecques      | Draveil 84 Grande Rue            | oui, date inconnue | 15 oct. 1960              | [ ακ ]                    | [ J 18 ]                  | [ aj ] |
| Pierre Guilbert                | FFI / FTP | 4 avr. 1908   | Boulogne-sur-Mer  | Yerres clos de l'Abbaye          | 30 déc. 1944       | 15 oct. 1945              | [ αλ ]                    | [ J 19 ]                  | [ ak ] |
| Jean-Baptiste Isoard           | FFI / FTP | 1er juin 1921 | Salon-de-Provence | Montgeron 3 r. du Docteur-Lacaze | oui, date inconnue | 17 déc. 1968              | [ αμ ]                    | [ J 20 ]                  | [ al ] |
| Lucien Malaviole               | FFI / FTP | 21 avr. 1915  | Béziers           | Draveil 84 Grande Rue            | oui, date inconnue | 25 fév. 1958              | [ αν ]                    | [ J 21 ]                  | [ am ] |
| Alexandre Marion (« Maurice ») | FFI / FTP | 21 avr. 1904  | Saint-Vinnemer    | Vigneux 197 rte. de Corbeil      | 16 mars 1945       | 23 fév. 1959              | [ αξ ]                    | [ J 3 ]                   | [ an ] |
| Robert Meersmann (« Sicard »)  | FFI       | ?             | ?                 | ?                                | ?                  | ?                         |                           |                           |        |
| Michel Plantain                |           | 9 sept. 1923  | Cambrai           | Yerres clos de l'Abbaye          | 3 fév. 1945        | 15 oct. 1945              | [ αο ]                    | [ J 19 ]                  | [ ao ] |
| Léon Sorbier                   | FFI / FTP | 19 mars 1909  | Solignac          | Draveil 104 r. de Juvisy         | 20 avr. 1945       | 26 juill. 1960            | [ απ ]                    | [ J 22 ]                  | [ ap ] |

## Postérité

### Distinctions
La plupart des fusillés ont reçu la médaille de la Résistance française à titre posthume et la mention « Mort pour la France », entre 1944 et 1970.

### Monument

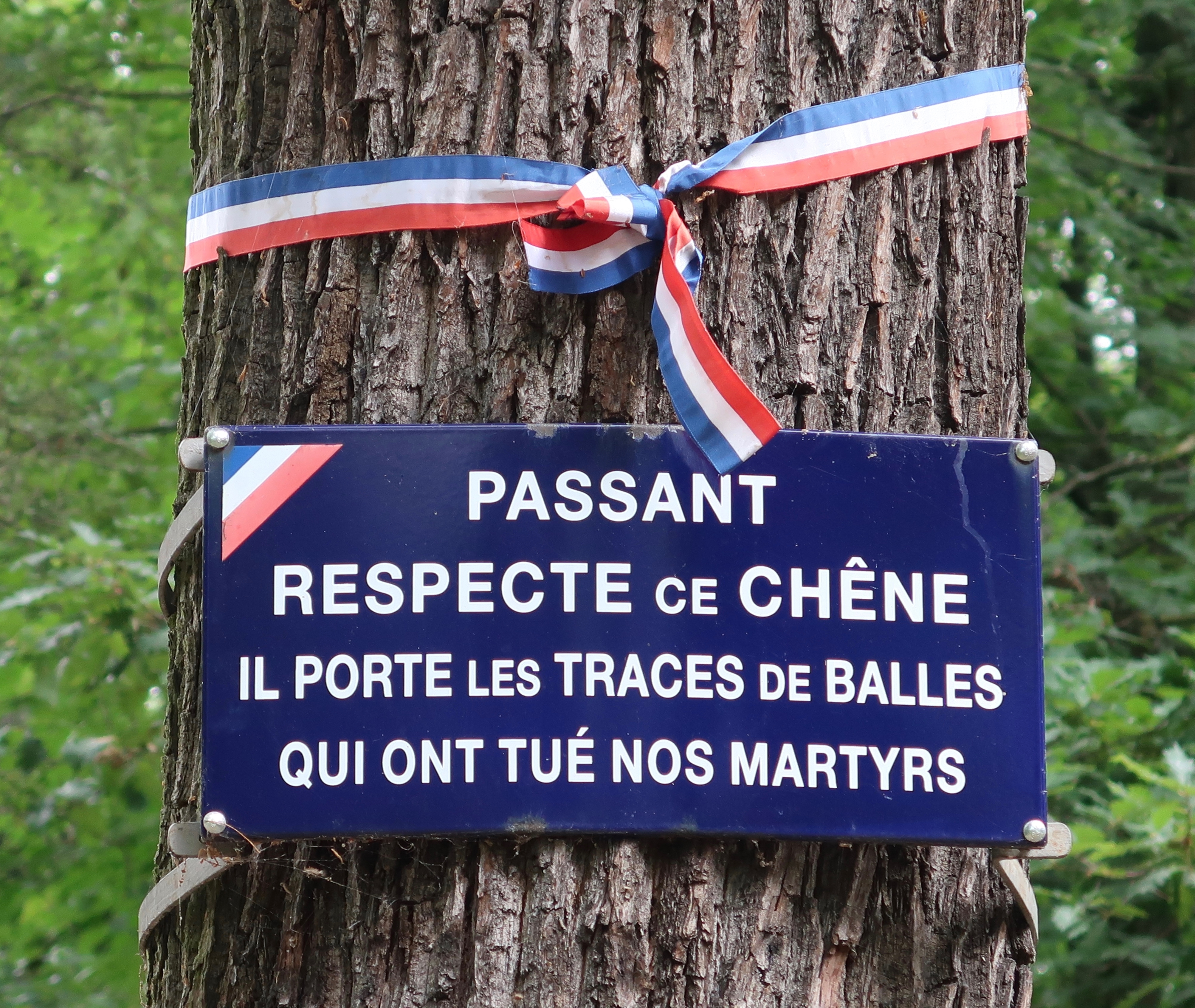
Plaque indiquant un chêne devant lequel les résistants ont été fusillés.

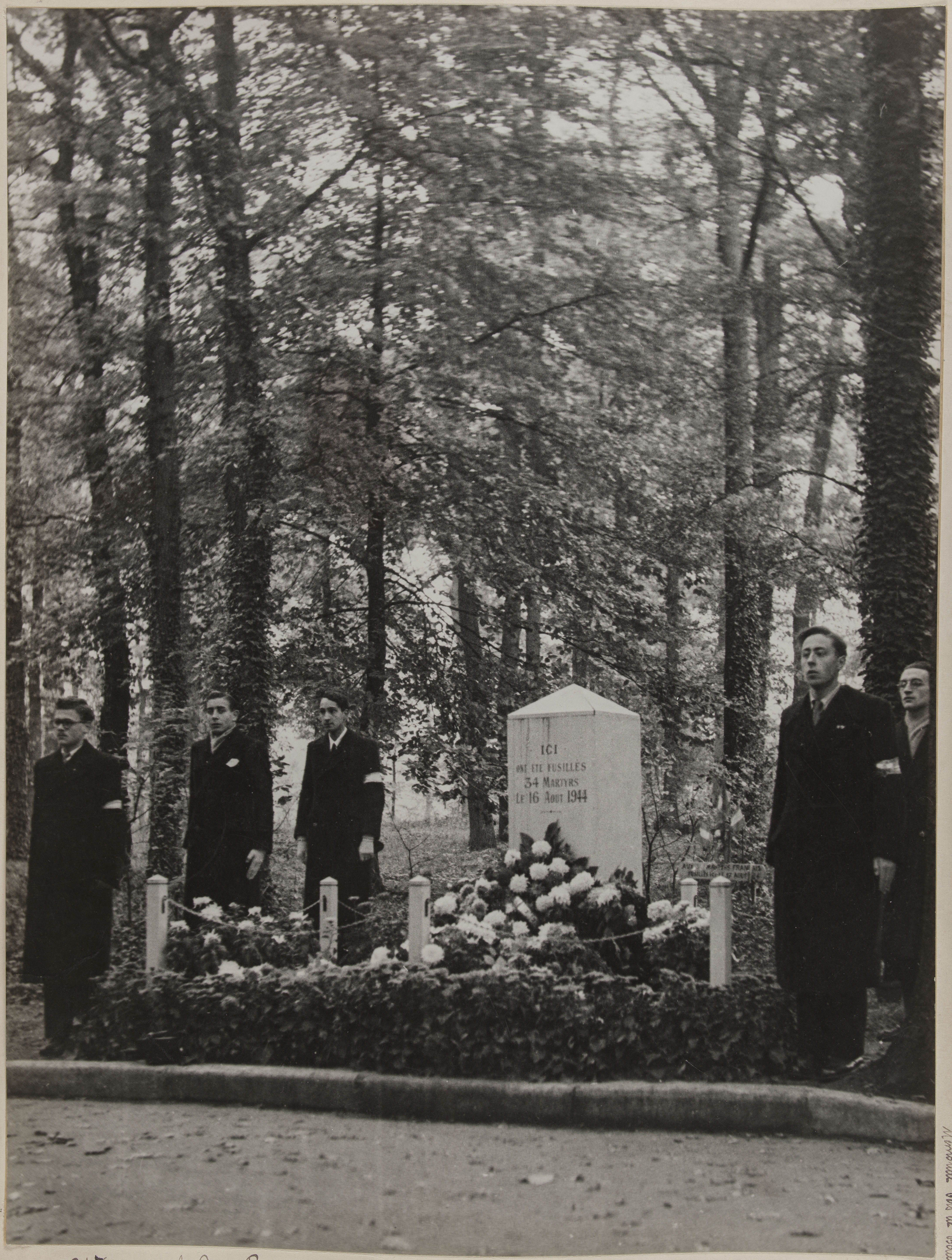
Premier mémorial, vers, remplacé en 1946 par le monument actuel. Musée Carnavalet.

Le monument érigé sur le lieu de leur mort est le fruit d'une souscription publique qui a réuni 600 000 francs. Sa construction est autorisée par une délibération du conseil municipal de Paris en date du 13 décembre 1945, et son inauguration a lieu le 6 juillet 1946. Il prend la forme d'une stèle cylindrique blanche sur laquelle sont gravés les noms des victimes, ainsi qu'une croix de Lorraine.
Ce mémorial est érigé à l'emplacement d'un premier monument en bois, sur lequel on pouvait lire « Ici ont été fusillés 34 martyrs le 16 août 1944 ».
En outre, un chêne portant des traces des balles les ayant tués est signalé par une plaque commémorative sur laquelle est inscrit : « Passants, respectez ce chêne : il porte les traces de balles qui ont tué nos martyrs »,. Plus récemment, la plaque a vu le début de son texte légèrement modifié en « Passant, respecte ce chêne »,.
Nicolas Sarkozy s'y rend le jour de son investiture à la présidence de la République, le 16 mai 2007. Il y fait lire par une lycéenne la dernière lettre de Guy Môquet à ses parents avant son exécution, et annonce que cette lettre sera lue dans tous les lycées français chaque début d'année, provoquant une controverse.

### Odonymie

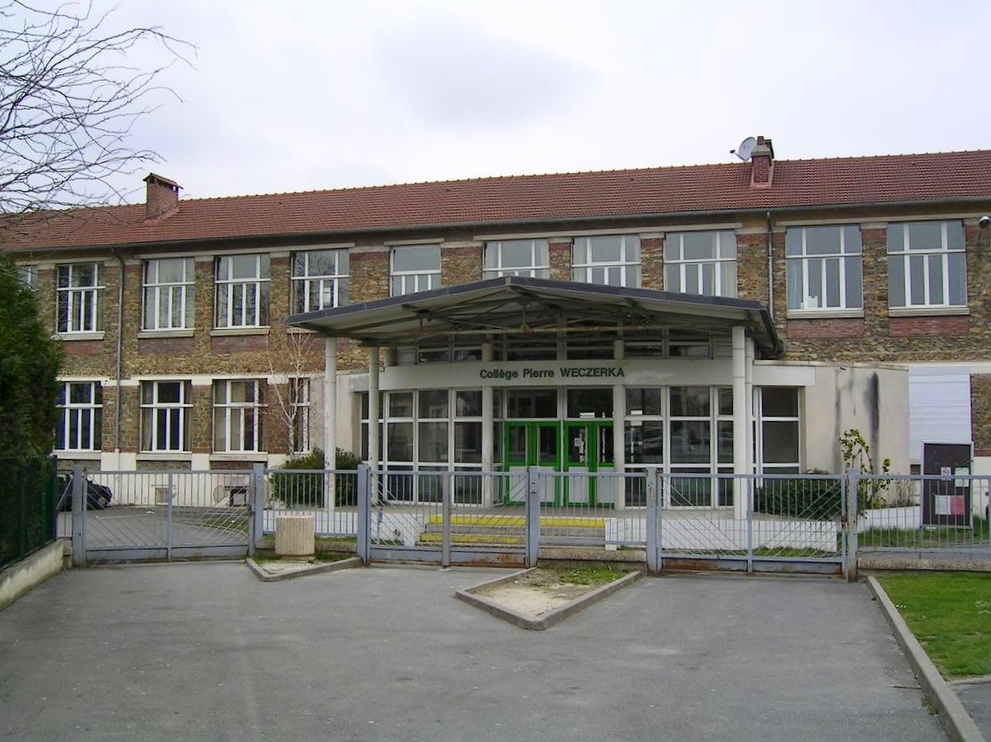
Collège Pierre-Weczerka à Chelles.

Des conseils municipaux ont honoré la mémoire de plusieurs des fusillés en donnant leur nom à des voies :
- à Champs-sur-Marne :
  - rue Pierre-Weczerka[ai] ;
- à Chelles :
  - avenue du Docteur-Blanchet[f],
  - rue Raymond-Counil[j],
  - rue Jacques-Delporte[k],
  - avenue Arthur-de-Smet[m],
  - rue Franck-Hémon[u],
  - avenue Robert-Magisson[x],
  - avenue Jacques-Schlosser[ab],
  - rue Georges-Trapletti[ad],
  - rue des Frères-Verdeaux[af],
  - rue Jean-Véron[ah] ;
- Draveil :
  - avenue Émile-Fruchart[aj],
  - avenue Lucien-Malaviolle[am],
  - avenue Léon-Sorbier[ap] ;
- à Gagny :
  - avenue René-Faugeras[p] ;
- à Gournay-sur-Marne :
  - boulevard Maurice-Guilbert[s],
  - rue Gabriel-Verdier ;
- à Montgeron :
  - rue Jean-Isoard[al] ;
- à Neuilly-sur-Marne :
  - rue Louis-Vannini[ae] ;
- à Paris dans le 17e arrondissement :
  - placette Claude-Bouvelle ;
- à Vigneux :
  - rue Maurice-Marion[an] ;
- à Villemomble :
  - rue Charles-Birette[35],[e],
  - rue Marcel-Douret[n],
  - rue Bernard-Gante[q] ;
- Yerres : 
  - rue Pierre-Guilbert[ak].

Il en est de même pour plusieurs établissements scolaires :
- le collège Pierre-Weczerka à Chelles, ancienne école Paul-Doumer où Weczerka a été instituteur ;
- l'EREA Jean-Isoard à Montgeron[al].

Plaques de rue
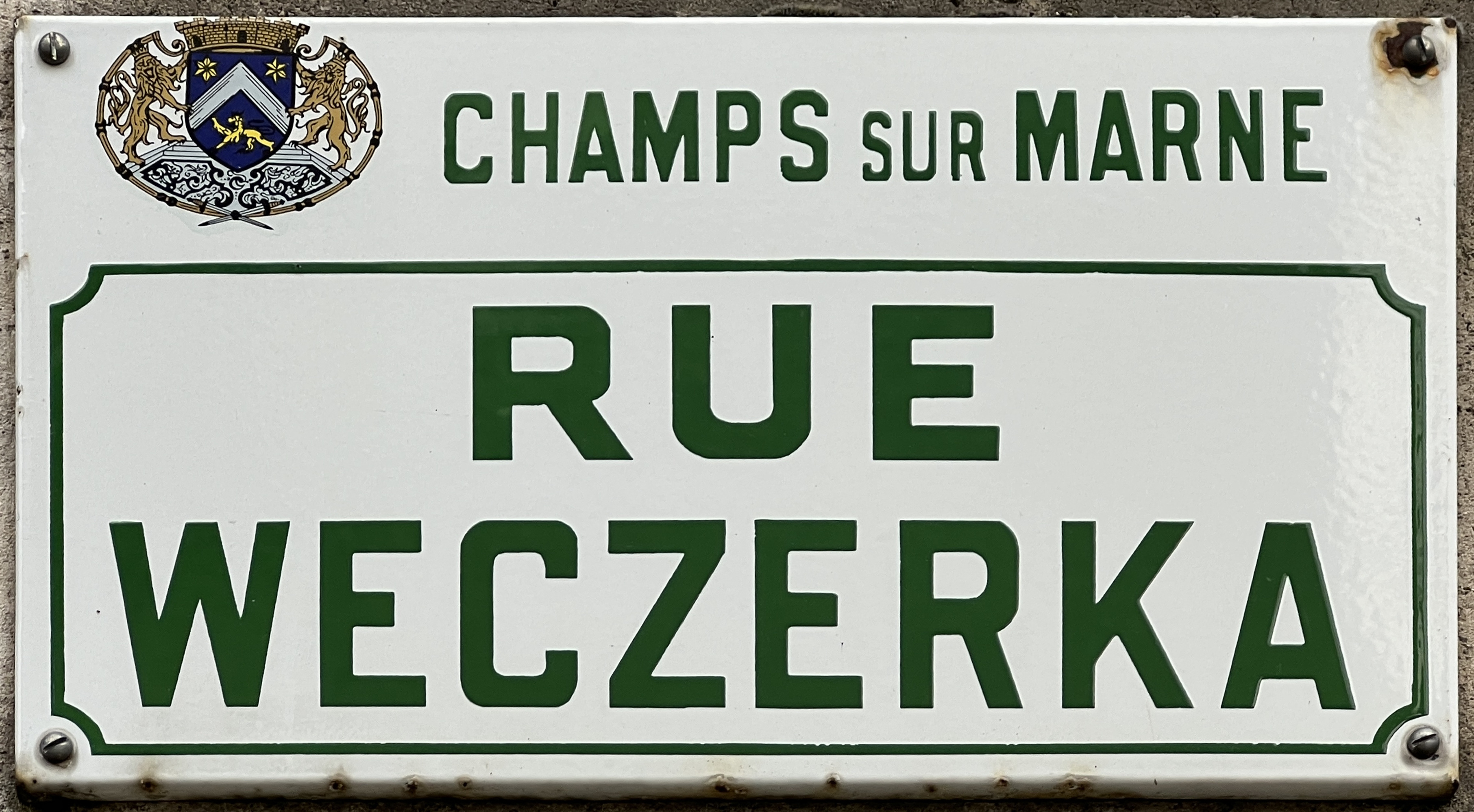
Rue Pierre-Weczerka.
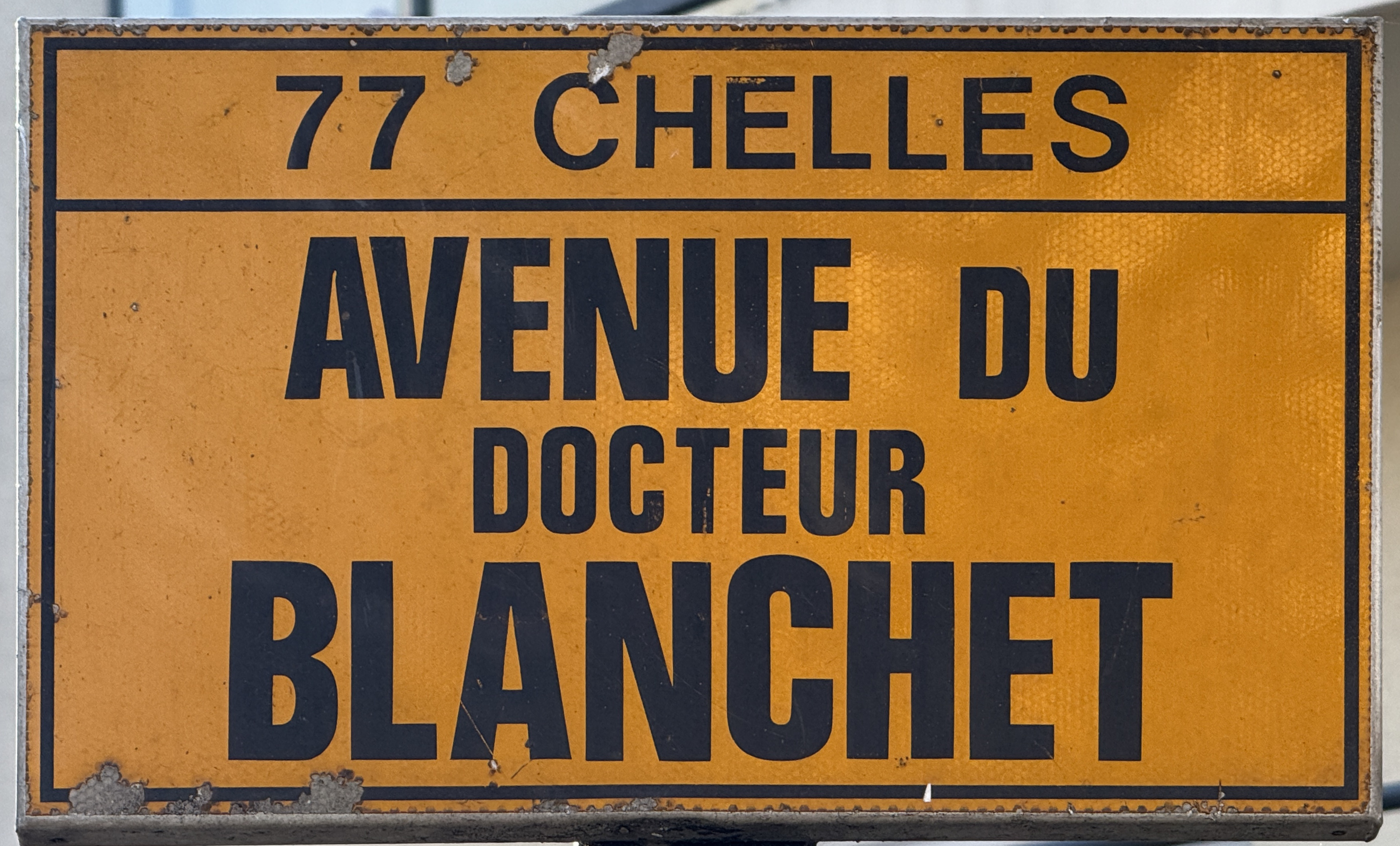
Avenue du Docteur-Blanchet.
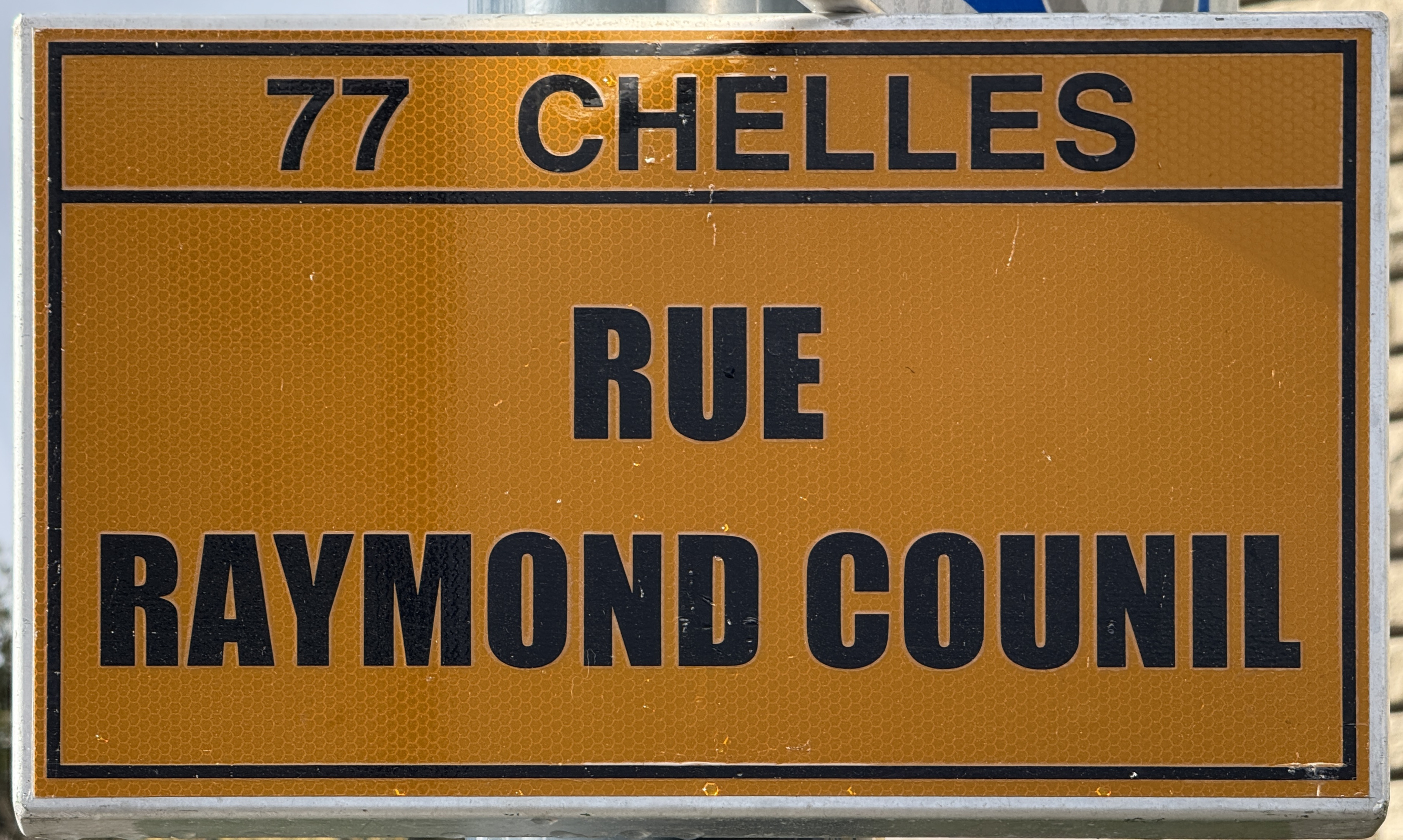
Rue Raymond-Counil.
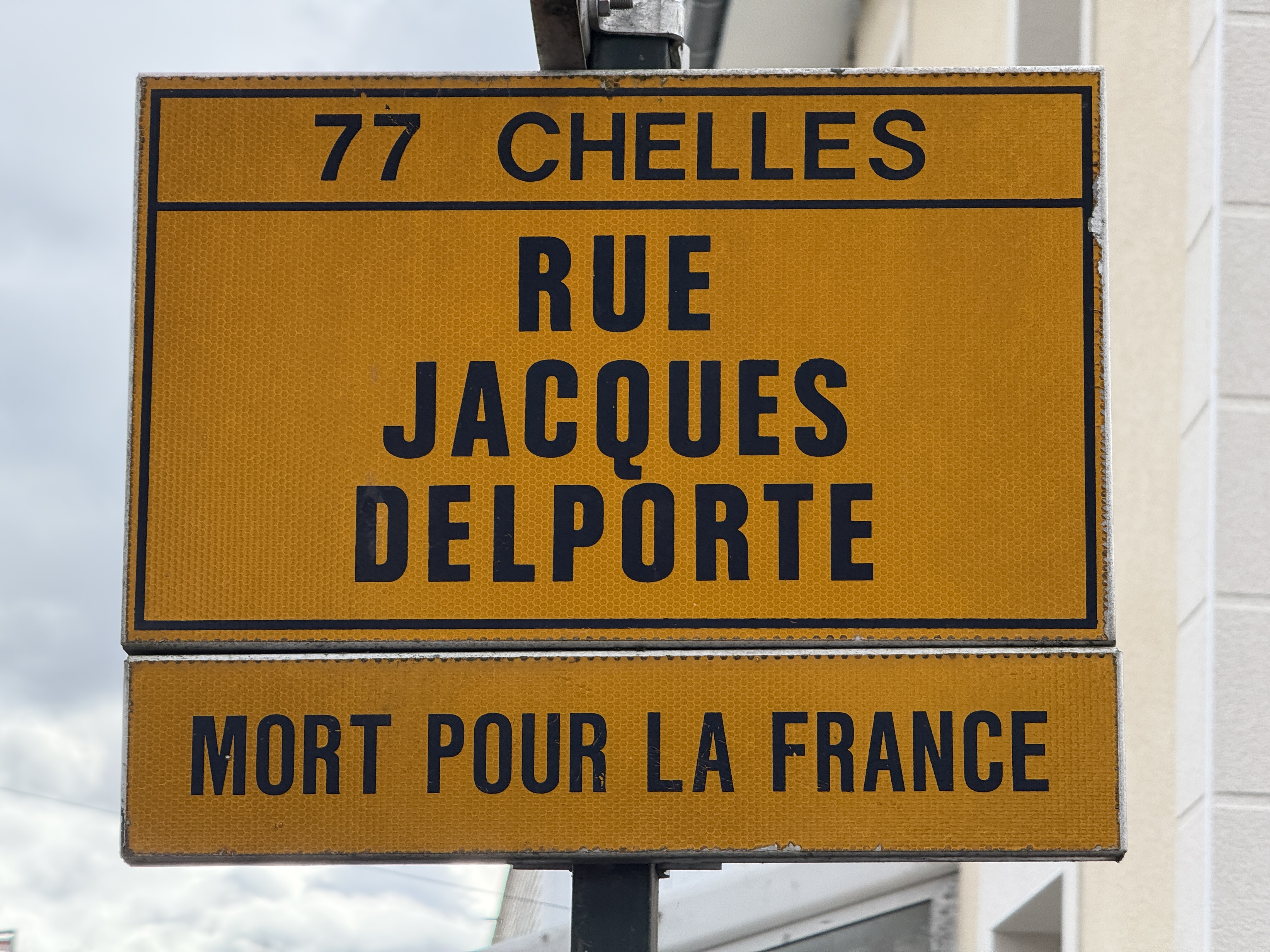
Rue Jacques-Delporte.
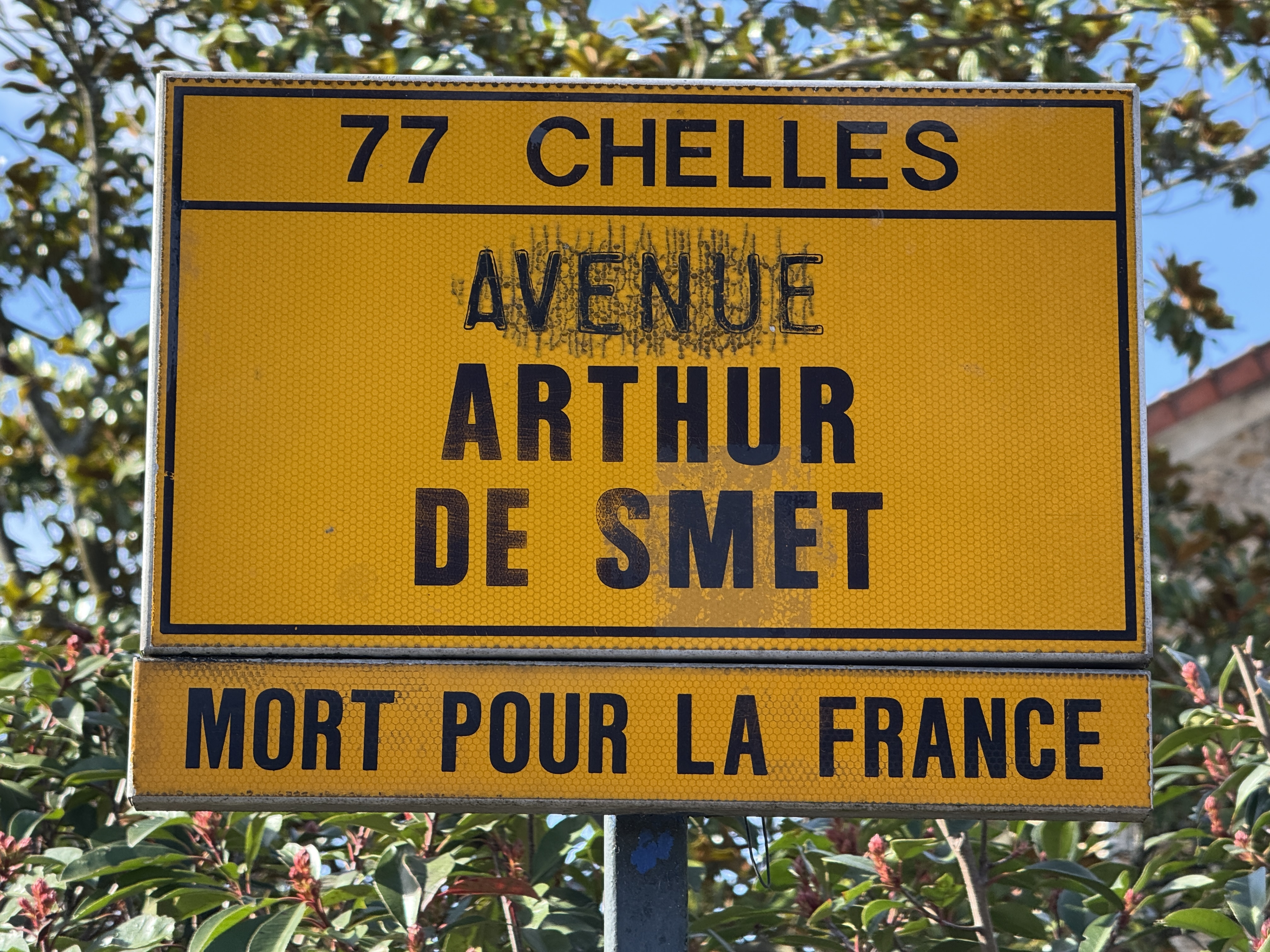
Avenue Arthur-de-Smet.
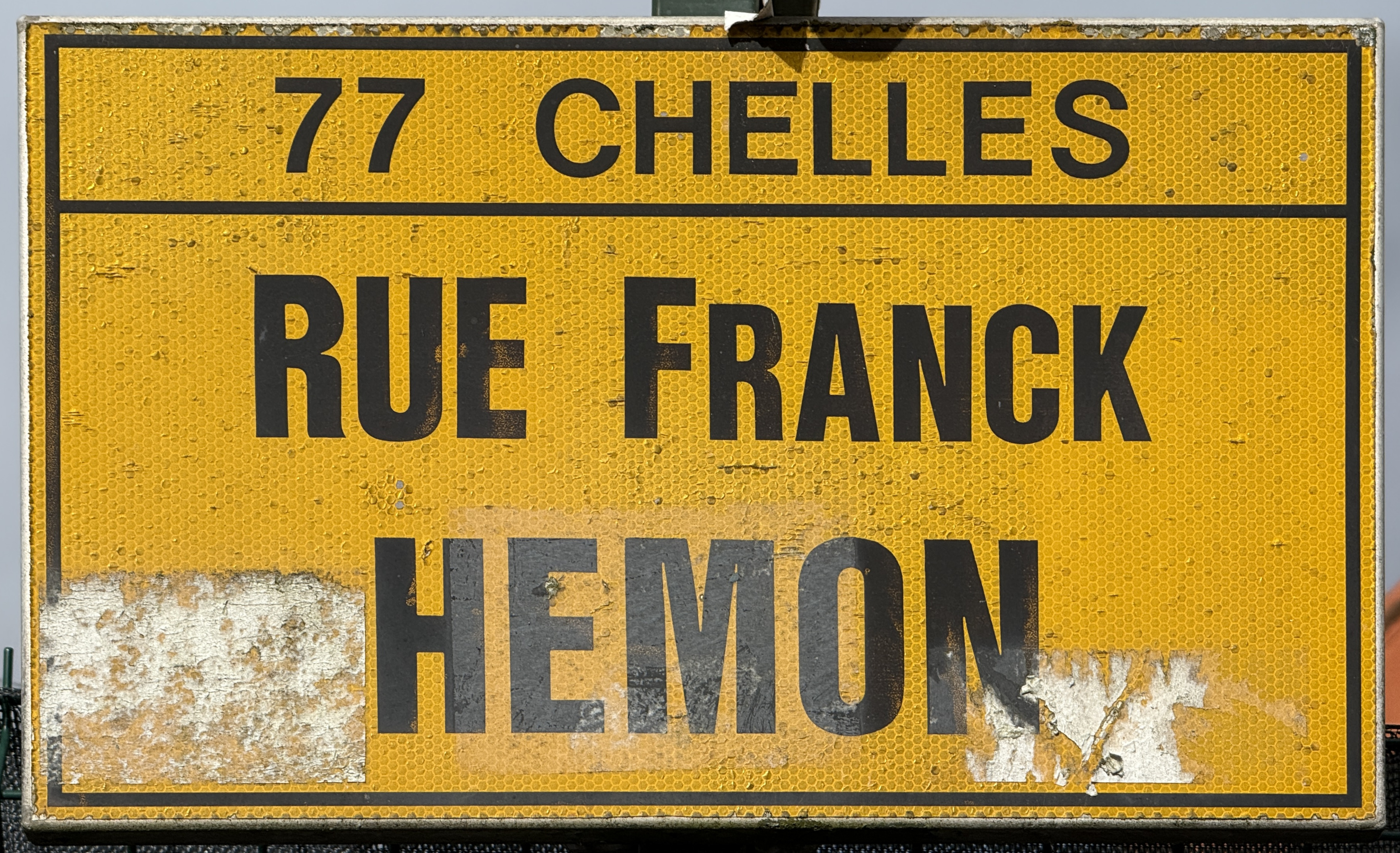
Rue Franck-Hémon.
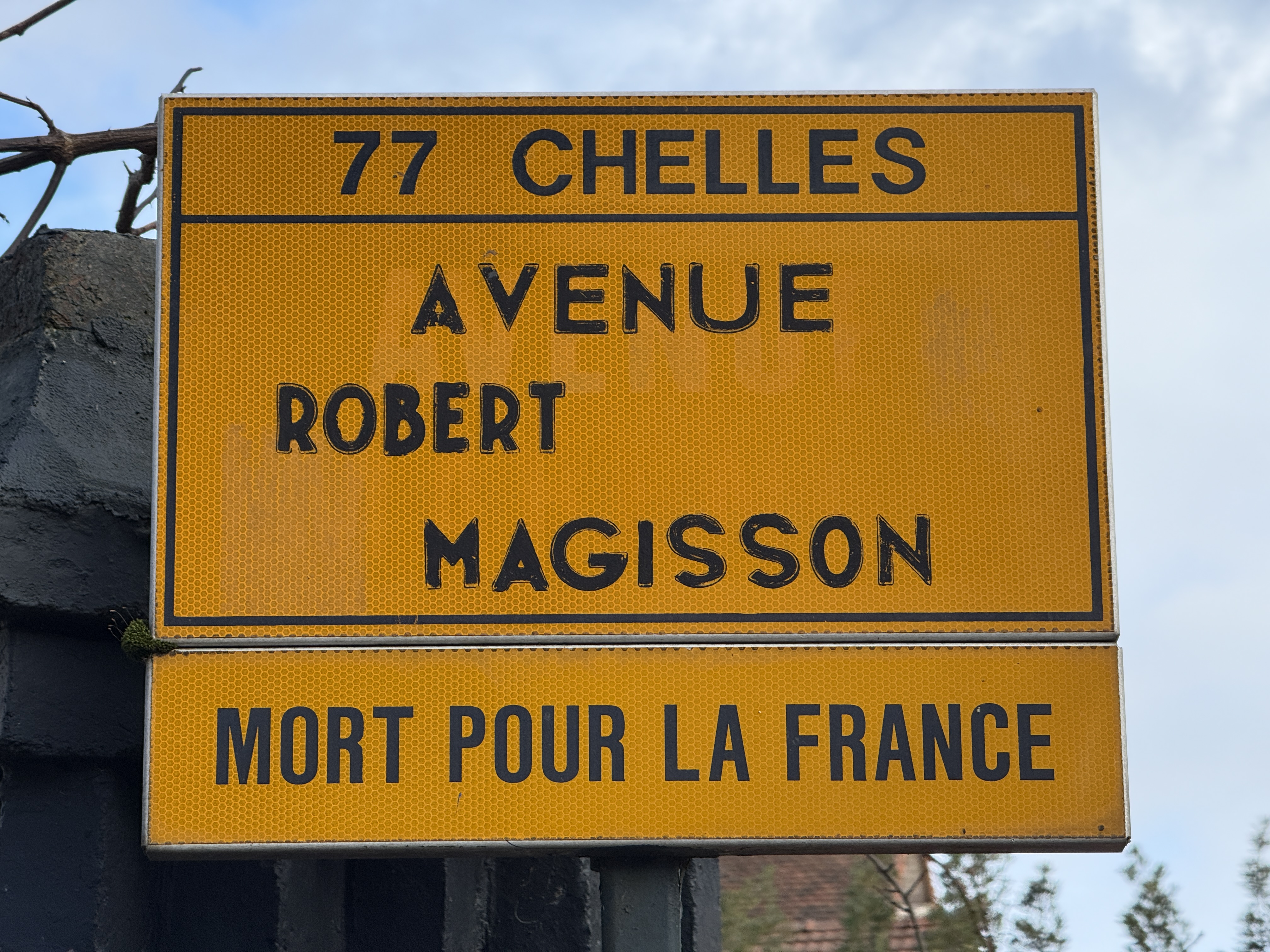
Avenue Robert-Magisson.
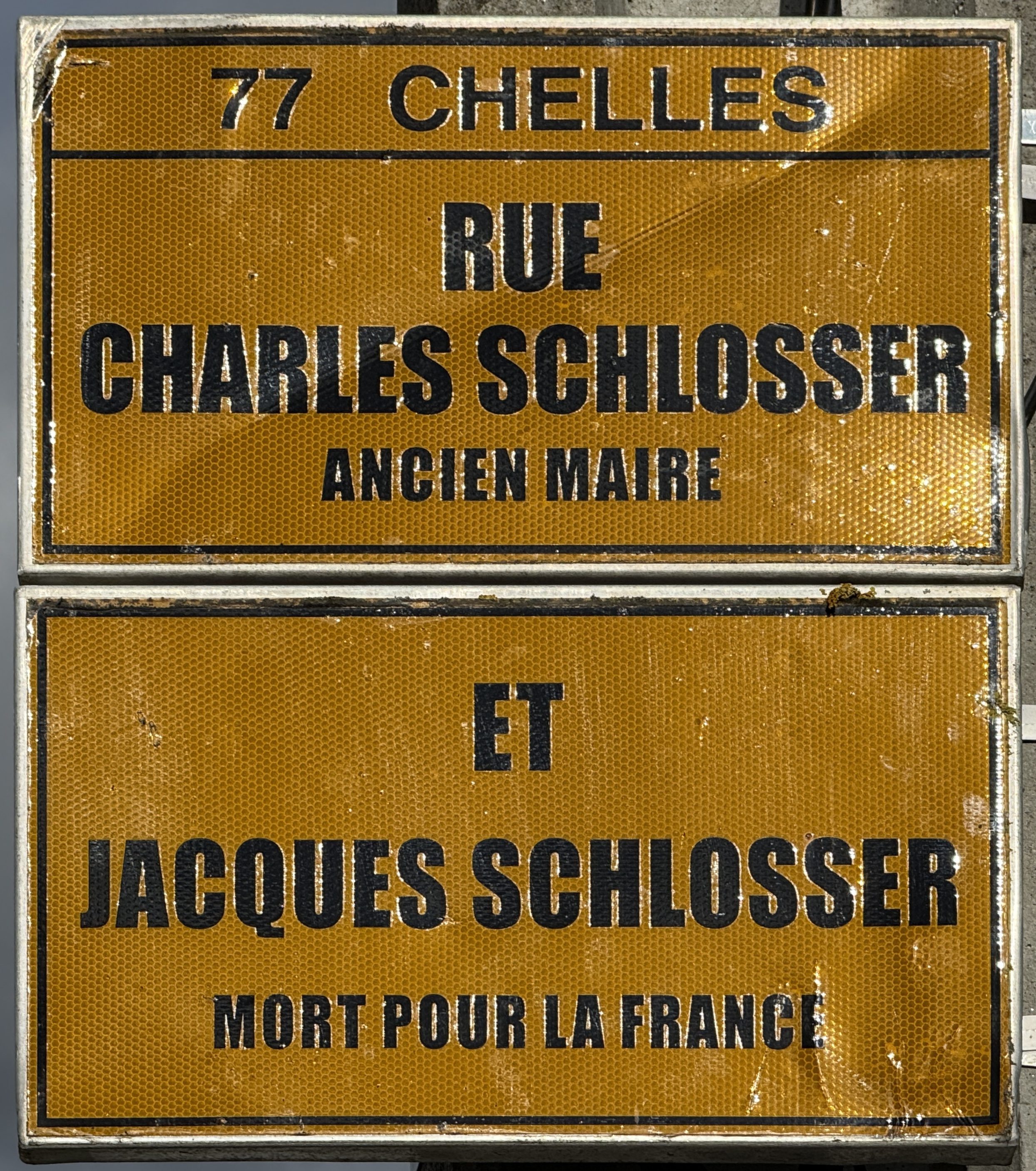
Avenue Jacques-Schlosser (aussi rue Charles-Schlosser, son fils, ancien maire[36]).
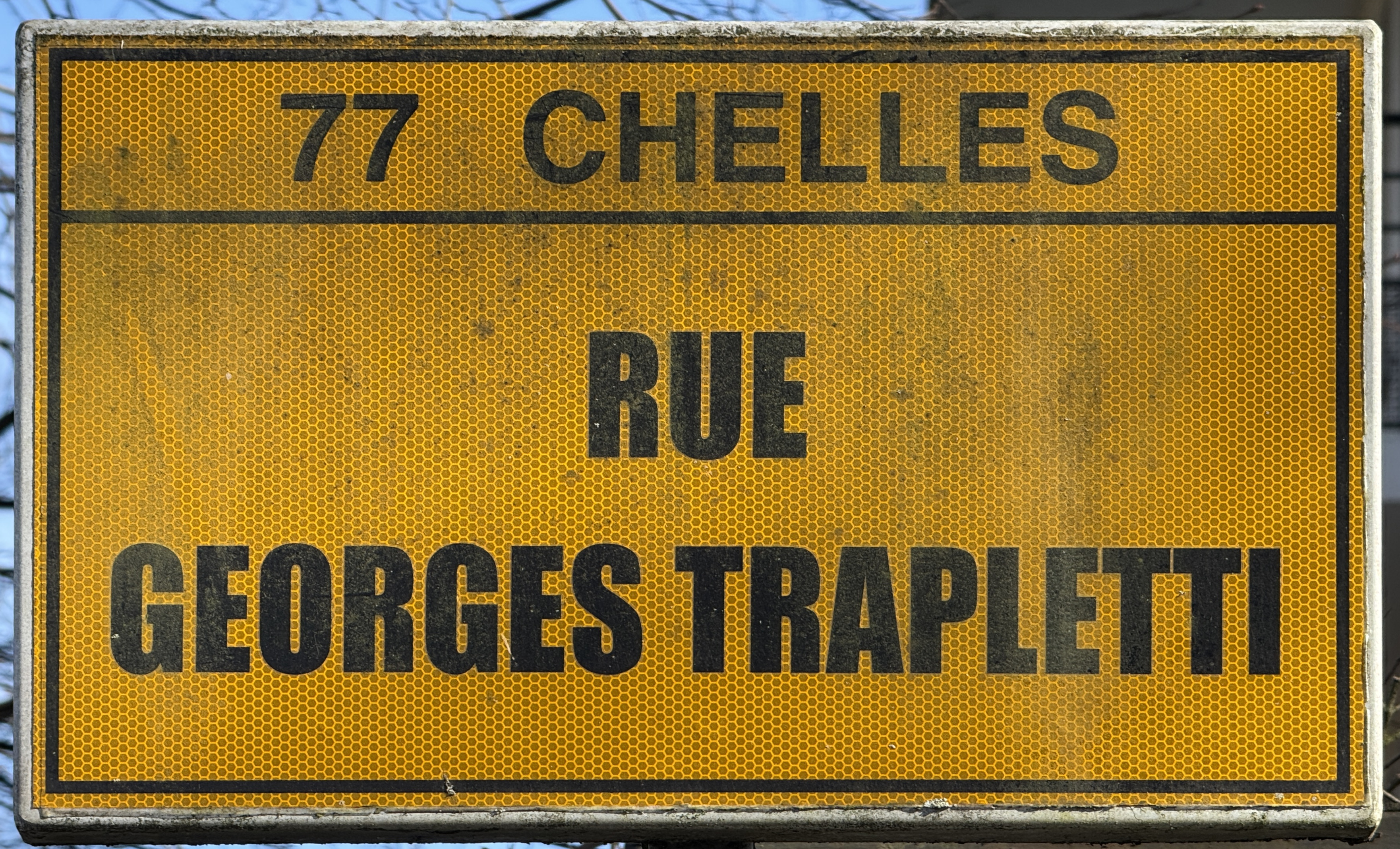
Rue Georges-Trapletti.
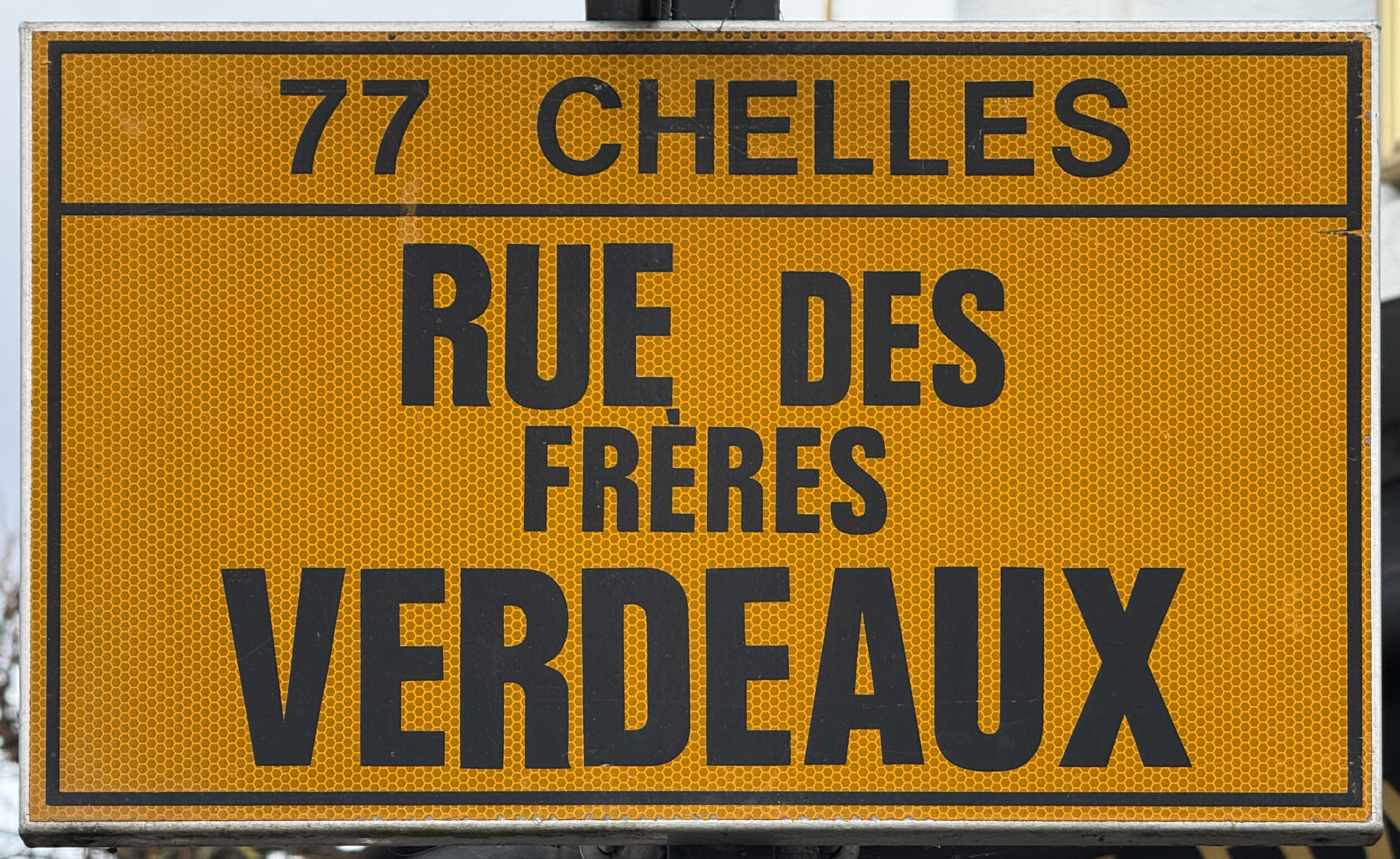
Rue des Frères-Verdeaux.
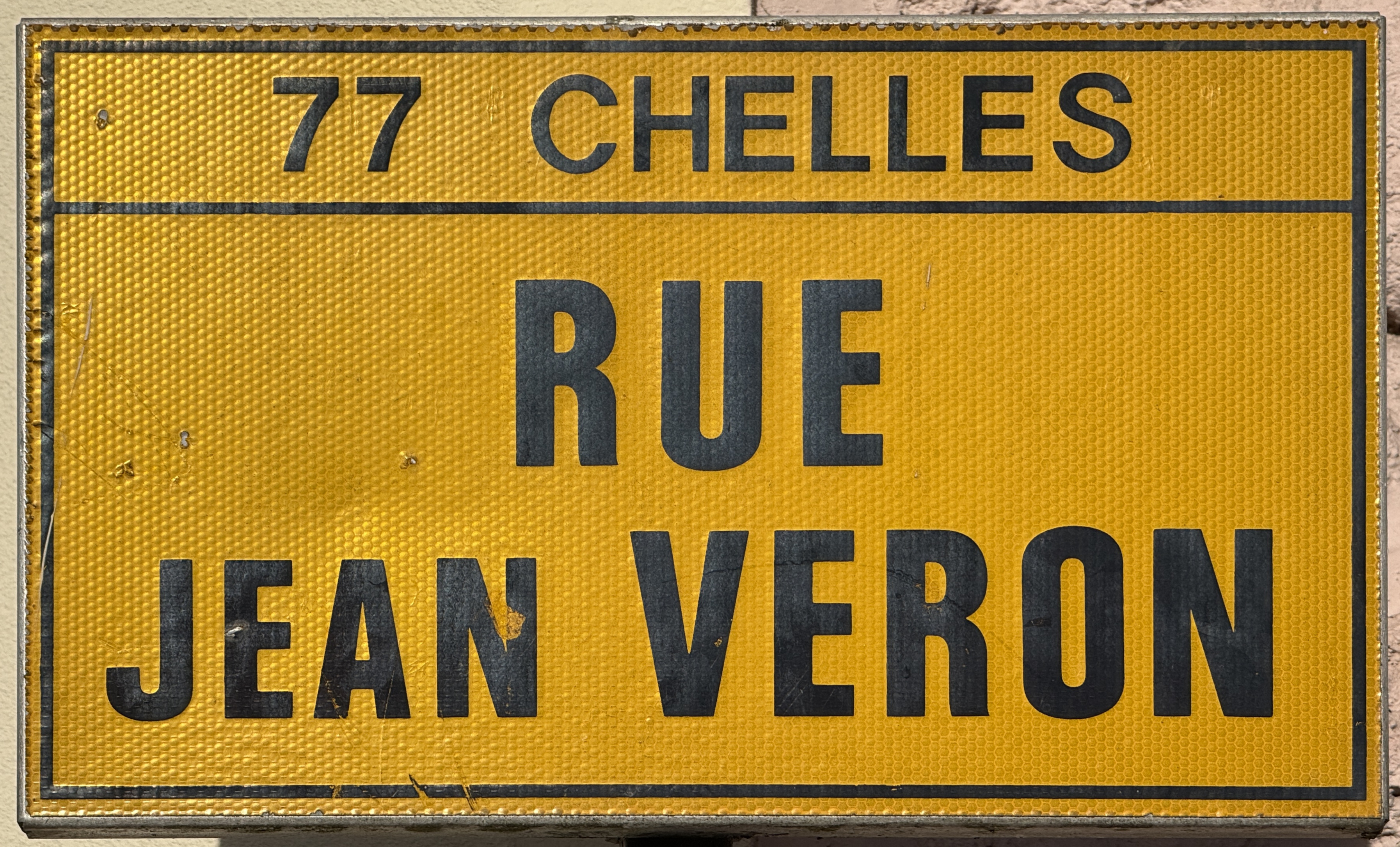
Rue Jean-Véron.
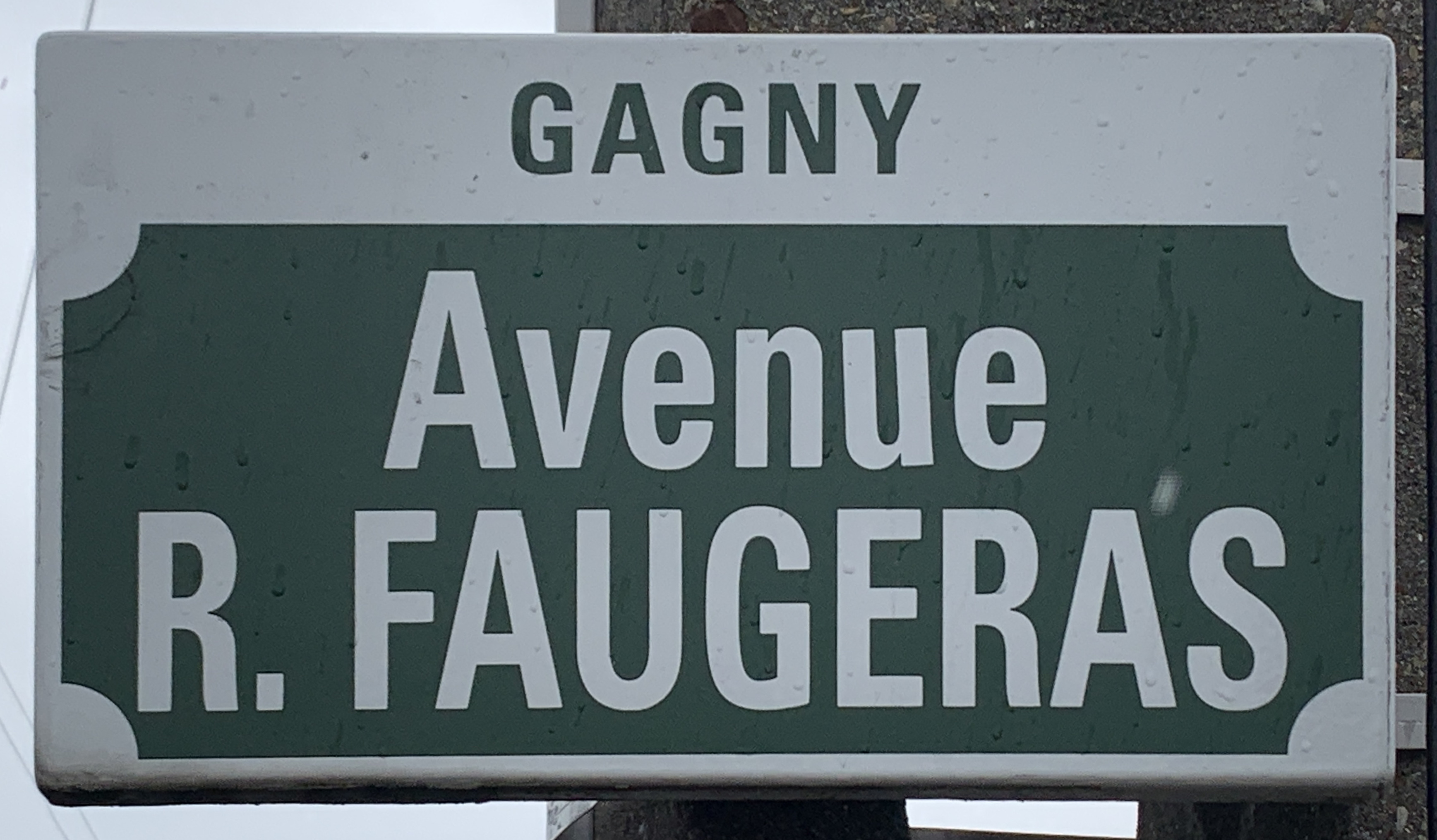
Avenue René-Faugeras.
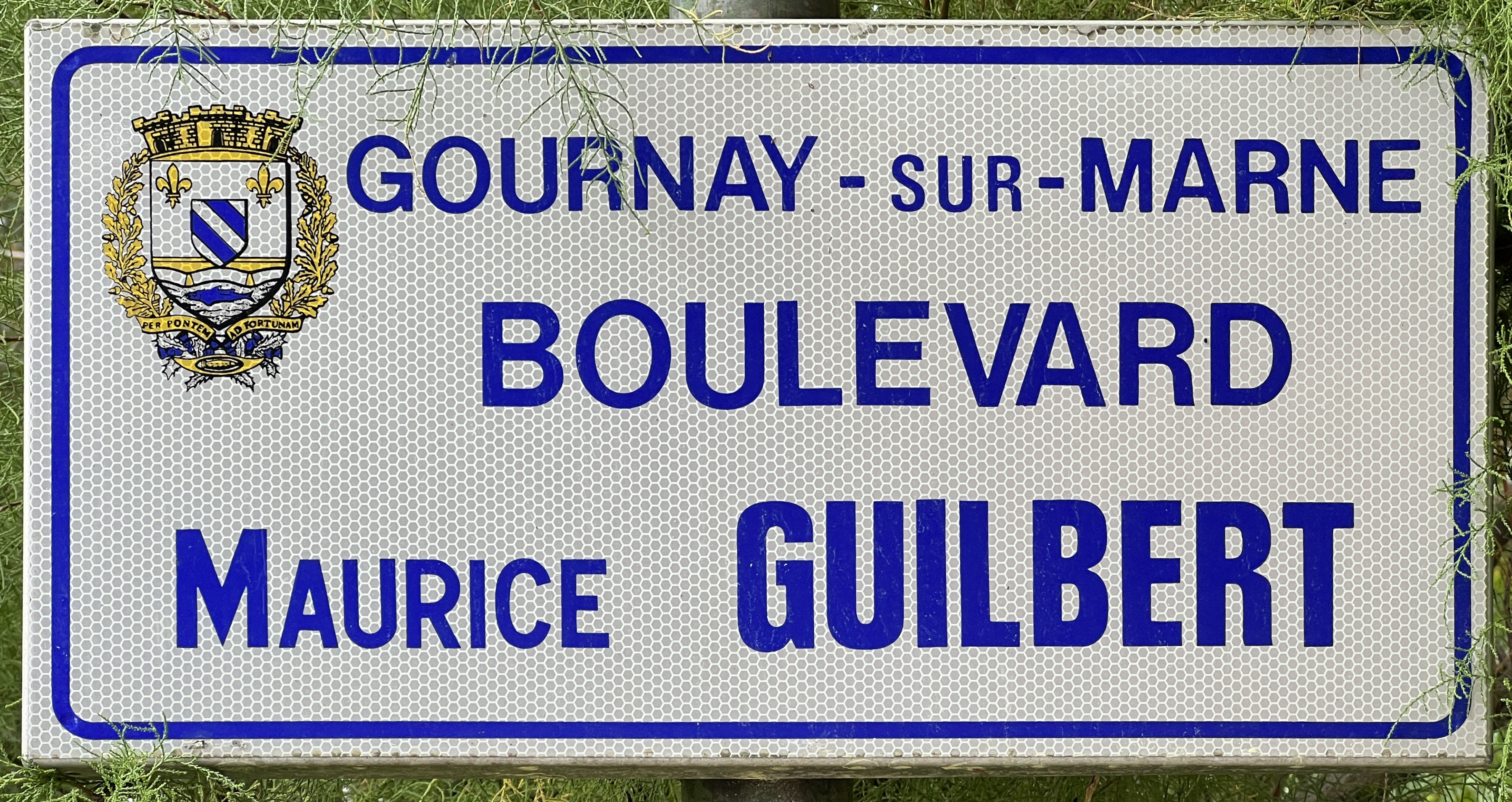
Boulevard Maurice-Guilbert.
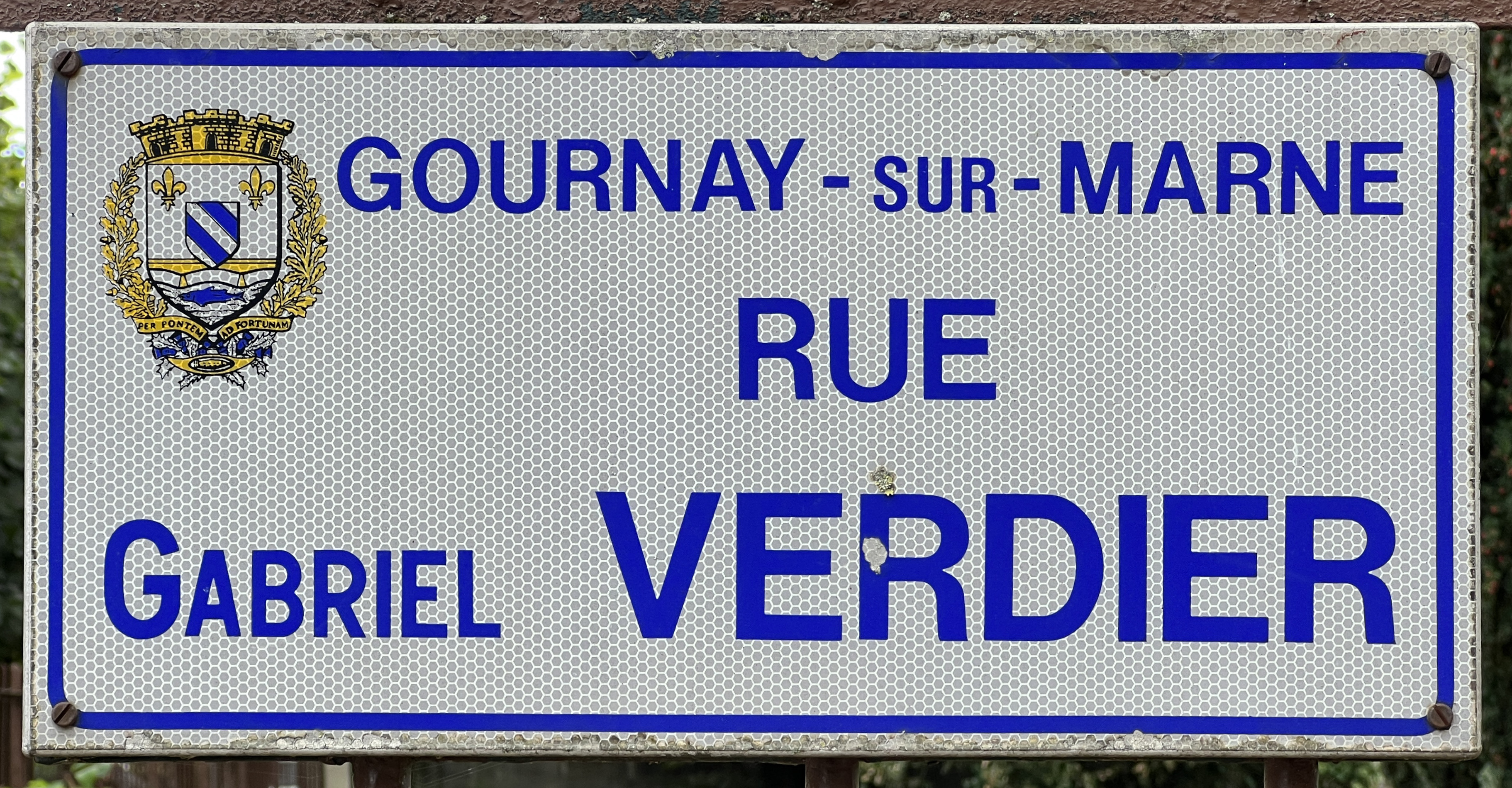
Rue Gabriel-Verdier.
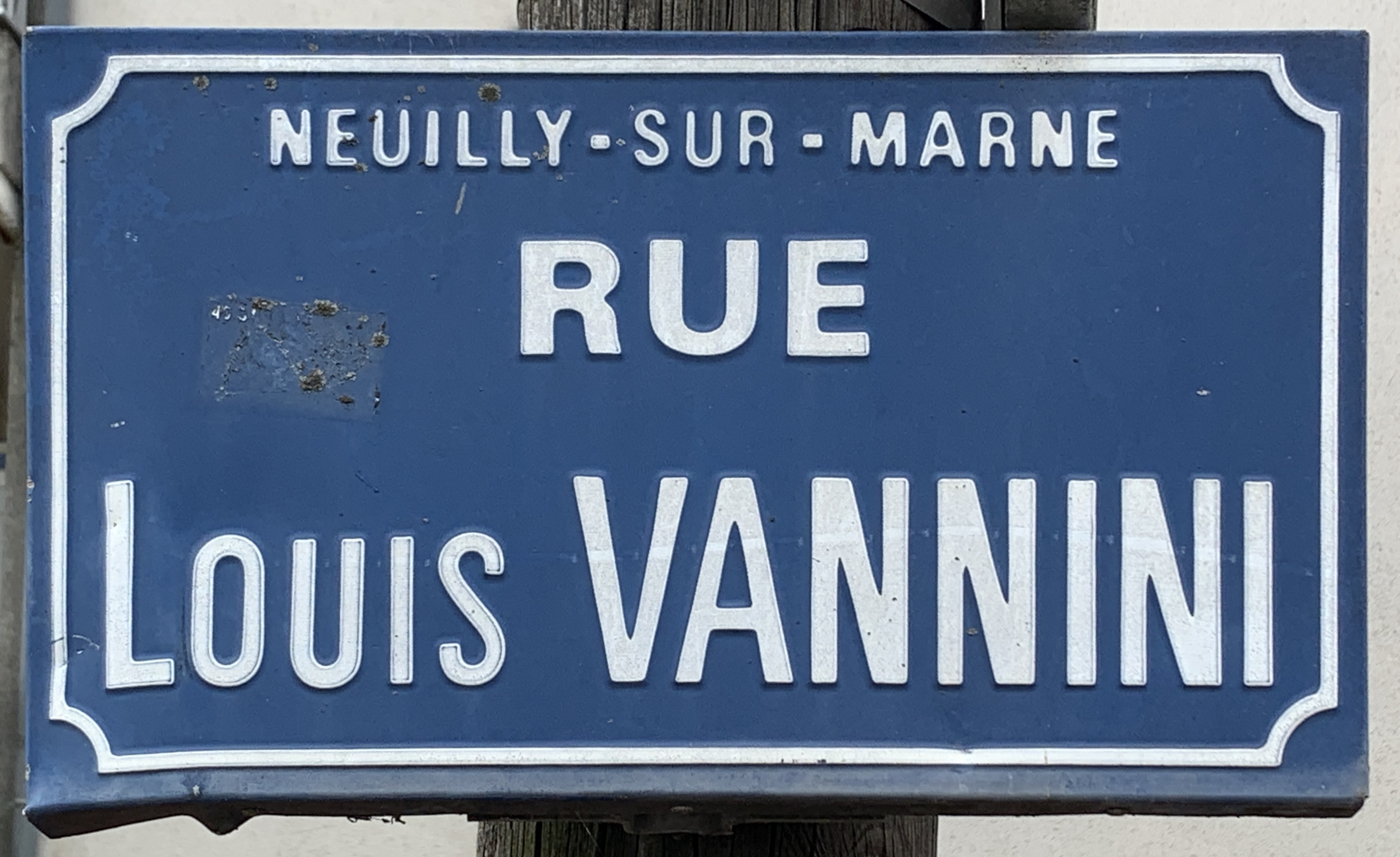
Rue Louis-Vannini.
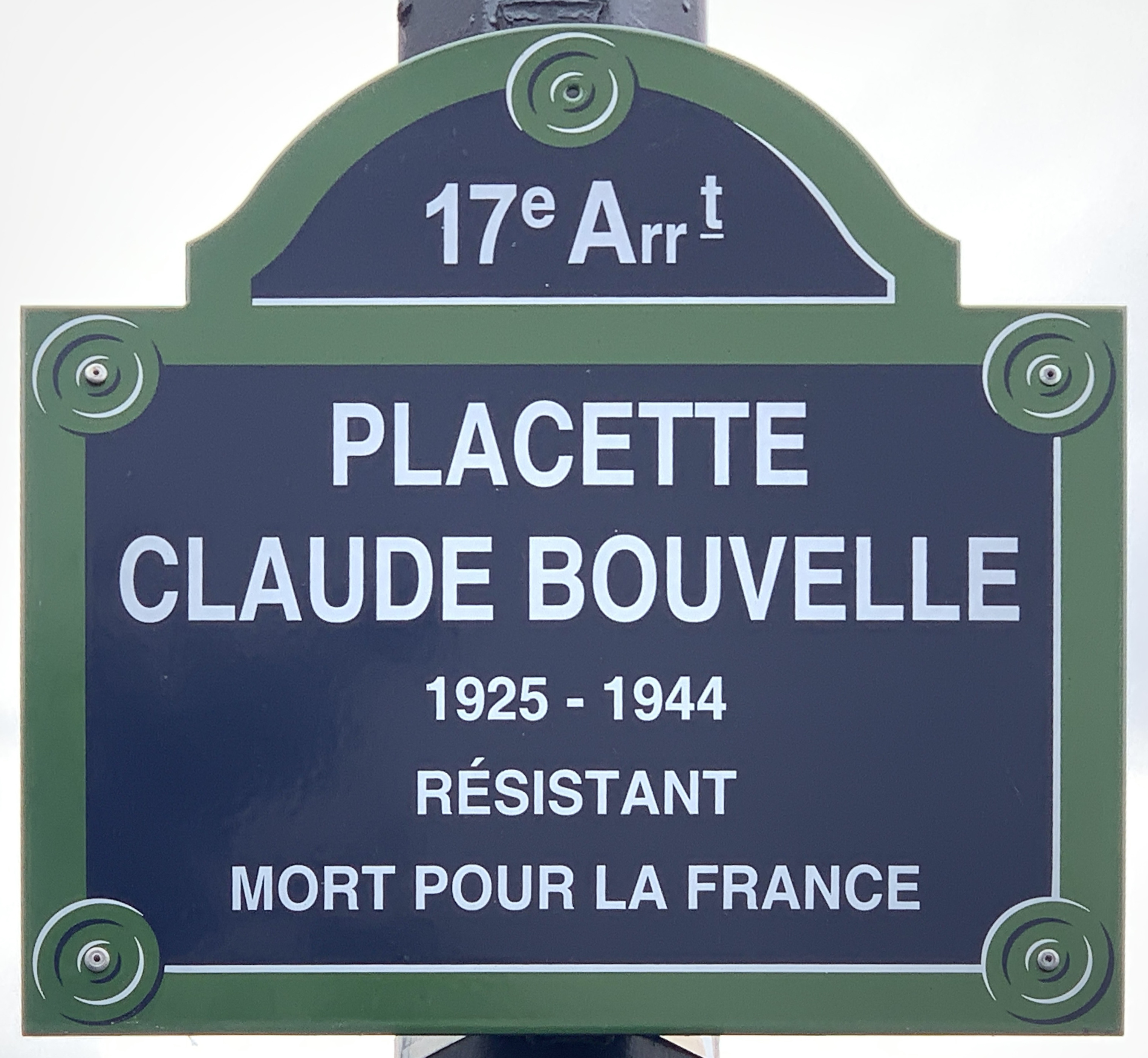
Placette Claude-Bouvelle.
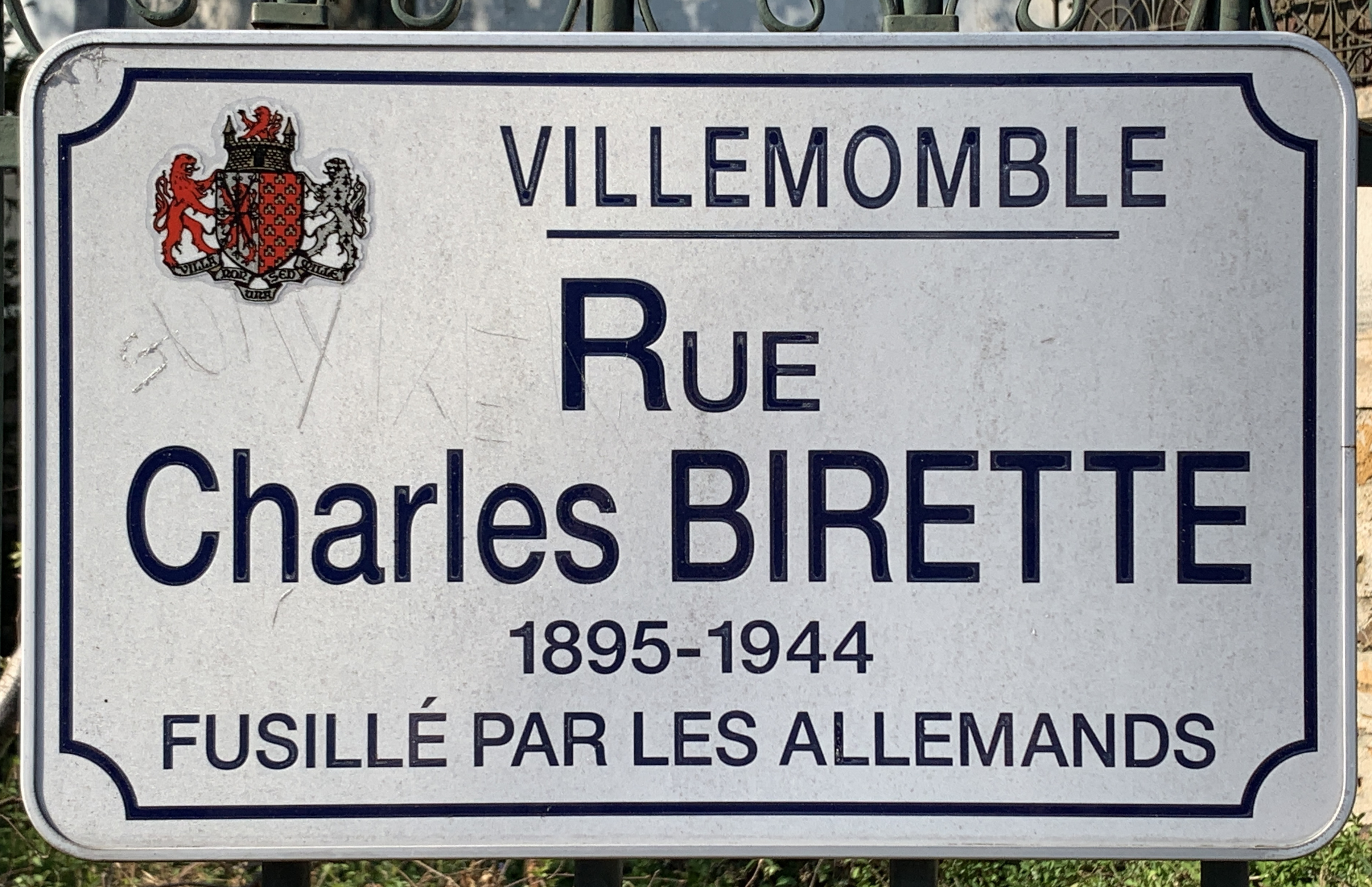
Rue Charles-Birette.
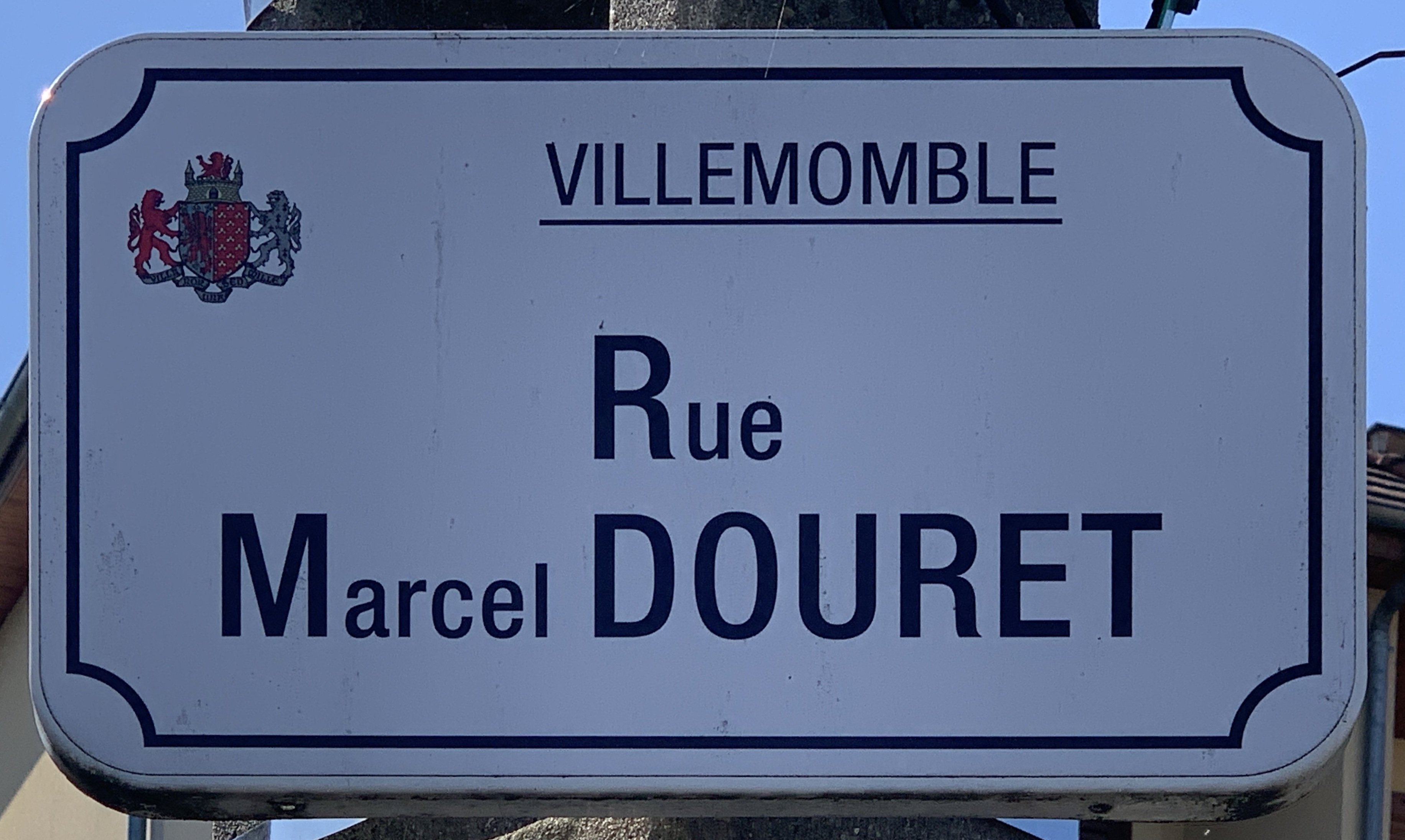
Rue Marcel-Douret.
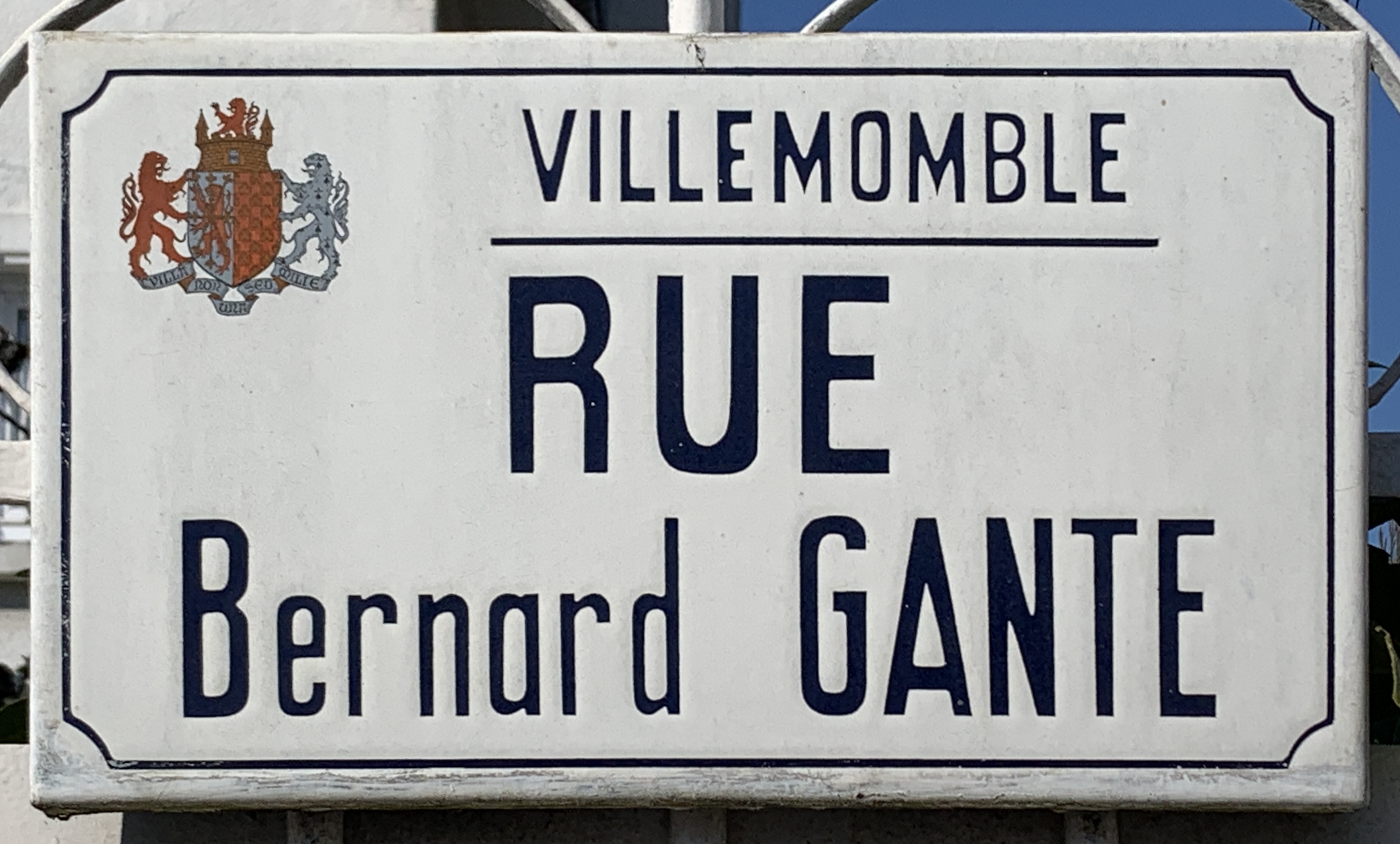
Rue Bernard-Gante.

### Plaques commémoratives
Plusieurs plaques commémoratives rendent hommage à des fusillés :
- Charles Birette à la gare du Raincy-Villemomble, à la mémoire des agents de la SNCF tués par faits de guerre[e] ;
- Henri Blanchet[f] :
  - sur le mémorial du lycée Carnot dans le 17e arrondissement de Paris,
  - sur l'ancienne faculté de médecine au 13-15, rue de la Bûcherie dans le 5e arrondissement de Paris ;
- Jean Desfarges au 59, rue des Trois-Frères dans le 18e arrondissement de Paris, où il résidait[l],[37] ;
- Jean-Pierre Dudraisil-Élie au 2, rue de Capri dans le 12e arrondissement de Paris, où il résidait[o],[38] ;
- 14 d'entre eux, la plupart chellois, sur une plaque en hommage aux victimes chelloises des nazis, à l'hôtel de ville de Chelles.

Plaques commémoratives collectives
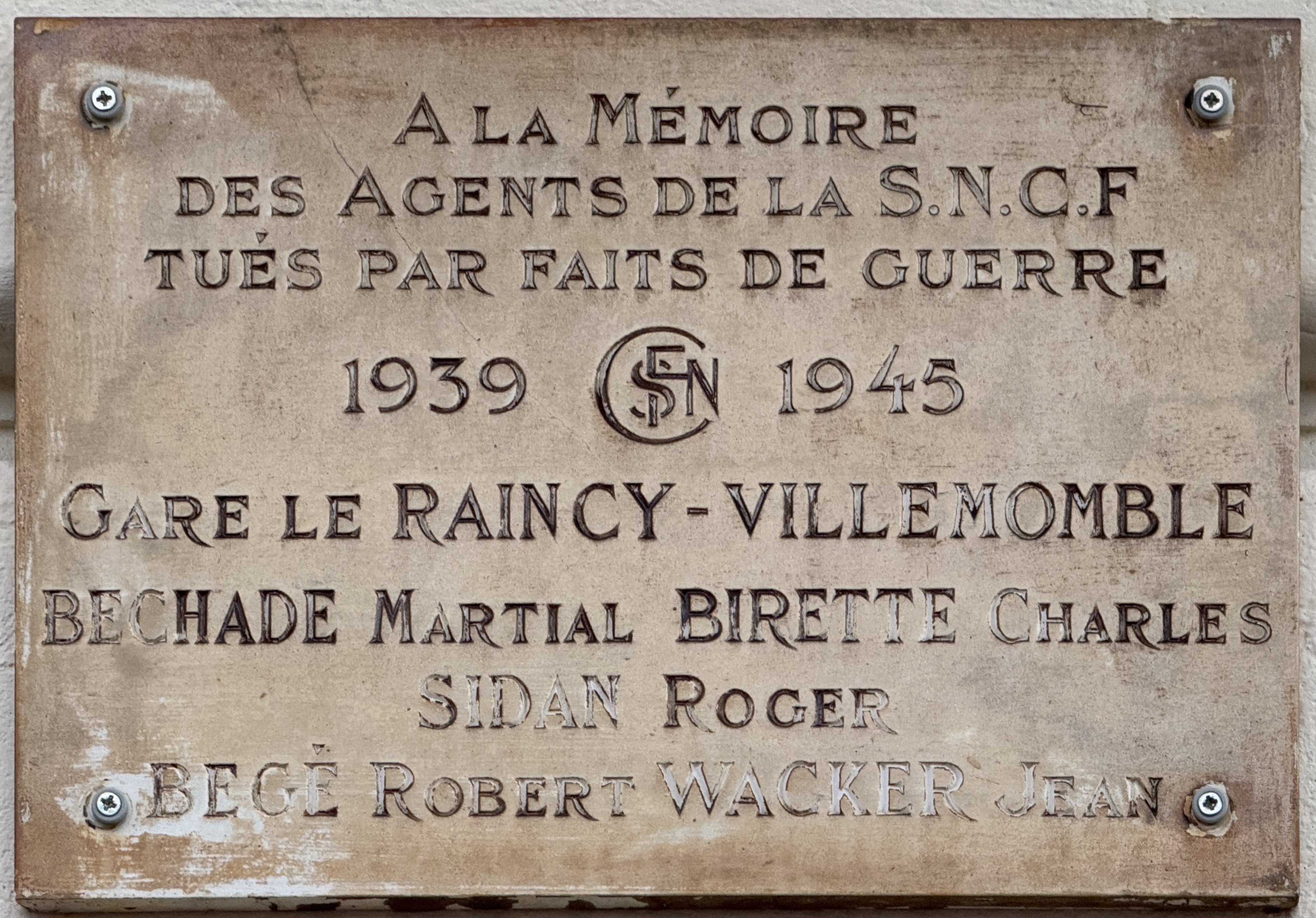
Gare du Raincy-Villemomble, pour les agents de la SNCF victimes des nazis, dont Charles Birette.
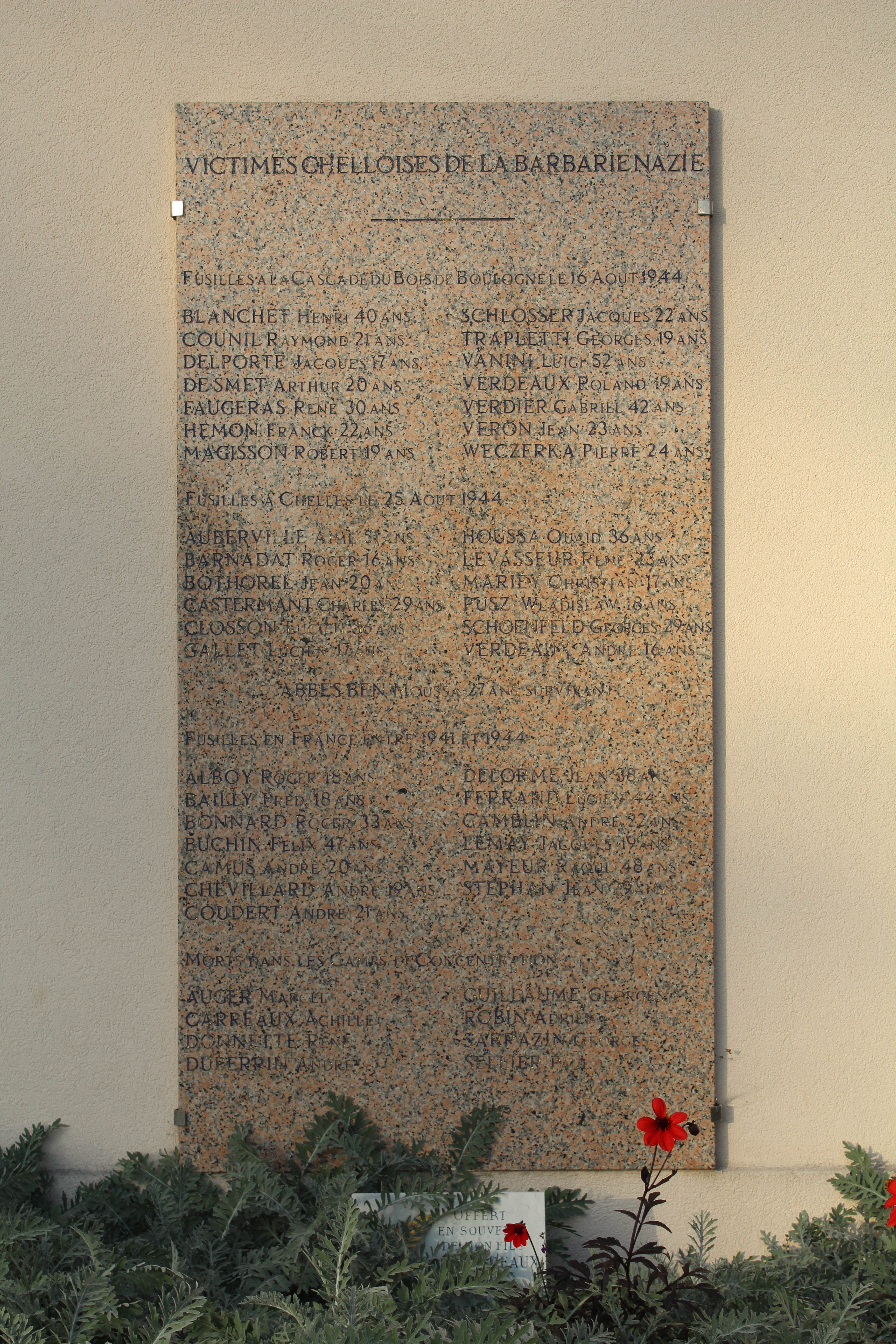
Hôtel de ville de Chelles, pour les victimes chelloises des nazis.
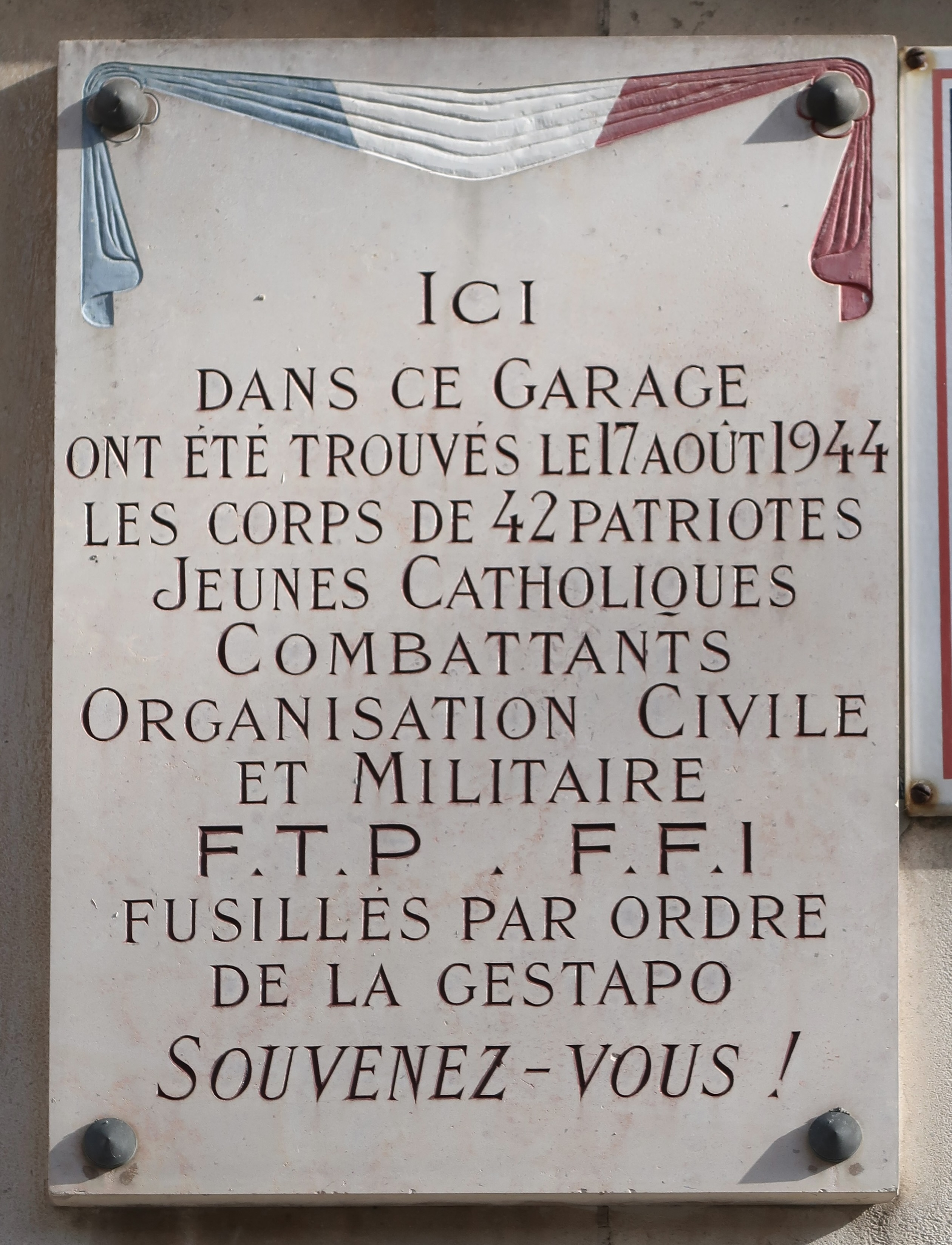
65 rue Chardon-Lagache, devant le garage où les corps ont été transportés.

### Culture
La scène du guet-apens est dépeinte en 1966 dans le film Paris brûle-t-il ?, avec Jean-Louis Trintignant dans le rôle du Capitaine Serge, l'agent double qui piège les résistants, et notamment Michel Sardou et Patrick Dewaere qui font de la figuration comme résistants.
Le 14 juillet 1984, l'écrivain Julien Green écrit dans son journal L'Arc-en-ciel, :

« Le monument à la mémoire des fusillés mis là par de Gaulle m'a paru lourd et plus qu'inutile. Une dalle sur la terre avec une inscription eût sans doute suffi. Ce gros bloc nuit à un effet. Mieux valait laisser ces quelques arbres où se voit la trace des balles, presque en demi-cercle. L'endroit gardait alors sa grandeur et son mystère, son terrible silence, que dérange ce maladroit monument. »